# ATP Tour Masters 1000
'ATP Tour Masters 1000 (precedentemente noto come ATP Championships Series, ATP Super 9, Tennis Masters Series, ATP Masters Series e ATP World Tour Masters 1000) è un circuito annuale di nove tornei tennistici denominati Masters 1000 e riservati agli uomini, regolamentato dall'ATP. I 9 tornei, che si disputano in singolare e in doppio, attribuiscono il maggior numero di punti per la classifica mondiale dei tennisti professionisti (il ranking ATP) e i montepremi più ricchi dopo i tornei del Grande Slam (Australian Open, Roland Garros, Wimbledon e U.S. Open, controllati dall'ITF) e le ATP Finals.
Assieme ai quattro Slam, alle ATP Finals e al torneo olimpico di tennis formano i cosiddetti 'Big Titles', i tornei più importanti e prestigiosi al mondo.
Il circuito dei Masters 1000 fa parte dell'ATP Tour insieme ai tornei dei circuiti ATP Tour 500 e ATP Tour 250, questi ultimi i meno importanti in termini di punti attribuiti in classifica e montepremi. Dell'ATP World Tour fanno inoltre parte le ATP Finals, torneo di fine stagione a cui partecipano gli otto migliori tennisti della classifica mondiale riferita all'anno solare.
Si disputano su campi in terra rossa nel Principato di Monaco, in Spagna e in Italia. Gli altri si giocano tutti sul cemento o sintetico, uno in Canada, tre negli Stati Uniti, uno in Cina e uno in Francia, mentre nessuno viene disputato sull'erba.

## Cronologia del circuito dei Masters 1000

### 1990-1995, ATP Championships Series Single Week
Il circuito chiamato oggi Masters 1000 nacque nel 1990, contestualmente alla nascita dell'ATP Tour, e prese inizialmente il nome ATP Championships Series Single Week. Nei 6 anni in cui mantenne questa denominazione, il suo calendario prevedeva la disputa in ordine cronologico dei seguenti tornei, che erano già esistenti: Indian Wells Open, Miami Open, Monte Carlo Masters, Amburgo Masters, Internazionali d'Italia, Canadian Open, Cincinnati Open, Stockholm Open e Paris Open. Per l'ottobre del 1995, tuttavia, il poco redditizio Stockholm Open svedese fu sostituito dal tedesco Essen Open, noto come Eurocard Open per ragioni di sponsorizzazione. 

### 1996-1999, ATP Super 9
Nel 1996, il circuito prese la denominazione ATP Super 9 e l'Essen Open fu sostituito dallo Stuttgart Super 9, pur mantenendo la denominazione sponsorizzata di Eurocard Masters. Sempre nel 1996 fu stabilito un accordo di sponsorizzazione dall'ATP con l'azienda automobilistica Mercedes-Benz di Stoccarda e il circuito fu chiamato anche ATP Mercedes-Benz Super 9.

### 2000–2003, Tennis Masters Series
Nel 2000 il circuito ATP Tour fu ribattezzato semplicemente ATP e il Super 9 prese il nome Tennis Masters Series. L'ex tennista Ion Țiriac, proprietario dei diritti per il penultimo Masters della stagione, il Masters di Stoccarda, ha ottenuto nel 2002 che il torneo fosse trasferito in Spagna e fu a tale scopo inaugurato il Madrid Masters, da disputarsi al coperto in autunno nella nuova Madrid Arena, mentre il torneo di Stoccarda cessò di esistere.

### 2004–2008: ATP Masters Series
Nel 2004 il circuito dei Masters maggiori prese il nome ATP Masters Series.

### Dal 2009 al 2018: ATP World Tour Masters 1000
Nel 2009 furono introdotte diverse modifiche, tra cui il nuovo nome ATP World Tour Masters 1000. L'Amburgo Masters fu retrocesso tra i tornei dell'ATP World Tour 500 series e al suo posto fu spostato il Madrid Masters, da giocare nei nuovi impianti della Caja Mágica, dotata di tre campi all'aperto con copertura mobile. Il posto vacante del Masters 1000 autunnale fu assegnato al nuovo Shanghai Masters da disputarsi indoor nella Qizhong Forest Sports City Arena di Shanghai, inaugurata per ospitare le ATP Finals dal 2005 al 2008. L'ultima sostanziale modifica in ordine cronologico fu nel 2011 lo scambio di date tra il Masters di Madrid e gli Internazionali d'Italia, che sono diventati rispettivamente il 4º e il 5º Masters 1000 stagionale.

### Dal 2019 a oggi: ATP Tour Masters 1000
All'inizio del 2019 la categoria prende il nome odierno ATP Tour Masters 1000. 
La stagione 2020 ha subìto diverse cancellazioni o rinvii a causa della pandemia di COVID-19.

## Calendario attuale dei Masters 1000
I primi due Masters 1000 si svolgono sui campi all'aperto in cemento a marzo ad Indian Wells (Indian Wells Open) e Miami (Miami Open) nell'assolato sud degli Stati Uniti, circa 30/40 giorni dopo l'Australian Open e subito dopo i tornei sudamericani, quello di Acapulco e quello di Dubai sul cemento. In aprile ci si sposta in Europa in preparazione al Roland Garros con i Masters 1000 di Monte Carlo (Monte Carlo Masters), Madrid (Madrid Open) e Roma (Internazionali d'Italia). Il torneo monegasco e quello romano con lo Slam parigino assumono la definizione di Slam rosso. Il Masters di Madrid, in Spagna, fu disputato eccezionalmente su terra blu nel 2012, e nel 2013 si è tornati alla tradizionale terra rossa.
In preparazione agli U.S. Open il circuito torna in America in agosto con altri due Masters 1000 sul cemento, in Canada, con alternanza ogni anno tra le sedi di Montréal e Toronto (Canadian Open) e a Cincinnati (Cincinnati Open). Circa un mese dopo l'ultima prova dello Slam, si gioca in ottobre il Masters 1000 di Shanghai (Shanghai Masters), mentre l'appuntamento finale che precede le Finali Atp è il Masters 1000 Parigi-Bercy (Paris Masters), giocato al coperto sul GreenSet ad autunno inoltrato.

## Golden Masters
Il termine Golden Master è riferito a un tennista che durante la carriera sia riuscito a vincere almeno una volta tutti e 9 i titoli del circuito.

### Singolare
Vincendo a Cincinnati il 20 agosto 2018 Novak Đoković diventa il primo Golden Master della storia del tennis. Con la vittoria nello stesso torneo nel 2020 è diventato inoltre il primo e finora unico tennista a vincere tutti e 9 i titoli almeno due volte.

### Doppio
Nel doppio questo risultato è stato raggiunto dai fratelli Bob Bryan e Mike Bryan e dal canadese Daniel Nestor.

## Punti ATP
Aggiornati al 26 dicembre 2023.
| Tabellone                                     | V     | F   | SF  | QF  | R16 | R32 | R64 | R128 | Q  | Q2 |
| --------------------------------------------- | ----- | --- | --- | --- | --- | --- | --- | ---- | -- | -- |
| Con tabellone principale da 96 giocatori      | 1 000 | 650 | 400 | 200 | 100 | 50  | 30  | 10   | 20 | 10 |
| Con tabellone principale da 48 o 56 giocatori | 1 000 | 650 | 400 | 200 | 100 | 50  | 10  | –    | 30 | 16 |

## Tornei
| Torneo                  | Città                   | Impianto                         | Superficie     | Detentore singolare | Detentori doppio                   | Montepremi       | N° partecipanti | Prima edizione |
| ----------------------- | ----------------------- | -------------------------------- | -------------- | ------------------- | ---------------------------------- | ---------------- | --------------- | -------------- |
| Indian Wells Open       | Indian Wells            | Indian Wells Tennis Garden       | Cemento        | Jack Draper         | Marcelo Arévalo Mate Pavić         | 9693540 $ (2025) | 96              | 1974           |
| Miami Open              | Miami Gardens           | Hard Rock Stadium                | Cemento        | Jakub Menšík        | Marcelo Arévalo Mate Pavić         | 9193540 $ (2025) | 96              | 1985           |
| Monte Carlo Masters     | Roccabruna-Capo Martino | Monte Carlo Country Club         | Terra rossa    | Carlos Alcaraz      | Romain Arneodo Manuel Guinard      | 6128940 € (2025) | 56              | 1897           |
| Madrid Open             | Madrid                  | Caja Mágica                      | Terra rossa    | Casper Ruud         | Marcel Granollers Horacio Zeballos | 8055385 € (2025) | 96              | 2002           |
| Internazionali d'Italia | Roma                    | Foro Italico                     | Terra rossa    | Carlos Alcaraz      | Marcelo Arévalo Mate Pavić         | 8055385 € (2025) | 96              | 1930           |
| Canadian Open           | Montréal / Toronto      | Stade IGA / Sobeys Stadium       | Cemento        | Ben Shelton         | Julian Cash Lloyd Glasspool        | 9193540 $ (2025) | 96              | 1881           |
| Cincinnati Open         | Mason                   | Lindner Family Tennis Center     | Cemento        | Carlos Alcaraz      | Nikola Mektić Rajeev Ram           | 9193540 $ (2025) | 96              | 1899           |
| Shanghai Masters        | Shanghai                | Qizhong Forest Sports City Arena | Cemento        | Jannik Sinner       | Wesley Koolhof Nikola Mektić       | 9193540 $ (2025) | 96              | 2009           |
| Paris Masters           | Parigi                  | AccorHotels Arena                | Cemento indoor | Alexander Zverev    | Wesley Koolhof Nikola Mektić       | 6128940 € (2025) | 56              | 1969           |

1. ↑  Il torneo canadese è disputato a Montréal negli anni dispari e a Toronto negli anni pari, alternandosi col torneo femminile. Dal 2020 gli organizzatori del torneo hanno cambiato l'ordine disputando Montréal nei pari e Toronto nei dispari per il tennis maschile.

## Risultati

### 2025
| Torneo       | Vincitore singolare | Finalista singolare | Punteggio           | Vincitori doppio                   | Finalisti doppio                | Punteggio            |
| ------------ | ------------------- | ------------------- | ------------------- | ---------------------------------- | ------------------------------- | -------------------- |
| Indian Wells | Jack Draper         | Holger Rune         | 6–2, 6–2            | Marcelo Arévalo Mate Pavić         | Sebastian Korda Jordan Thompson | 6–3, 6–4             |
| Miami        | Jakub Menšík        | Novak Ðoković       | 7–6(4), 7–6(4)      | Marcelo Arévalo Mate Pavić         | Julian Cash Lloyd Glasspool     | 7–6(3), 6–3          |
| Monte Carlo  | Carlos Alcaraz      | Lorenzo Musetti     | 3–6, 6–1, 6–0       | Romain Arneodo Manuel Guinard      | Julian Cash Lloyd Glasspool     | 1–6, 7–6(8), [10–8]  |
| Madrid       | Casper Ruud         | Jack Draper         | 7-5, 3-6, 6-4       | Marcel Granollers Horacio Zeballos | Marcelo Arévalo Mate Pavić      | 6–4, 6–4             |
| Roma         | Carlos Alcaraz      | Jannik Sinner       | 7–6(5), 6–1         | Marcelo Arévalo Mate Pavić         | Sadio Doumbia Fabien Reboul     | 6–4, 6(6)–7, [13–11] |
| Toronto      | Ben Shelton         | Karen Chačanov      | 6(5)–7, 6–4, 7–6(3) | Julian Cash Lloyd Glasspool        | Joe Salisbury Neal Skupski      | 6–3, 6(7)–7, [13–11] |
| Cincinnati   | Carlos Alcaraz      | Jannik Sinner       | 5–0, rit.           | Nikola Mektić Rajeev Ram           | Lorenzo Musetti Lorenzo Sonego  | 4–6, 6–3, [10–5]     |
| Shanghai     |                     |                     |                     |                                    |                                 |                      |
| Parigi       |                     |                     |                     |                                    |                                 |                      |

### 2024
| Torneo       | Vincitore singolare | Finalista singolare   | Punteggio     | Vincitori doppio                   | Finalisti doppio                   | Punteggio           |
| ------------ | ------------------- | --------------------- | ------------- | ---------------------------------- | ---------------------------------- | ------------------- |
| Indian Wells | Carlos Alcaraz      | Daniil Medvedev       | 7–6(5), 6–1   | Wesley Koolhof Nikola Mektić       | Marcel Granollers Horacio Zeballos | 7–6(2), 7–6(4)      |
| Miami        | Jannik Sinner       | Grigor Dimitrov       | 6–3, 6–1      | Rohan Bopanna Matthew Ebden        | Ivan Dodig Austin Krajicek         | 6(3)–7, 6–3, [10–6] |
| Monte Carlo  | Stefanos Tsitsipas  | Casper Ruud           | 6–1, 6–4      | Sander Gillé Joran Vliegen         | Marcelo Melo Alexander Zverev      | 5–7, 6–3, [10–5]    |
| Madrid       | Andrej Rublëv       | Félix Auger-Aliassime | 4–6, 7–5, 7–5 | Sebastian Korda Jordan Thompson    | Ariel Behar Adam Pavlásek          | 6–3, 7–6(7)         |
| Roma         | Alexander Zverev    | Nicholás Jarry        | 6–4, 7–5      | Marcel Granollers Horacio Zeballos | Marcelo Arévalo Mate Pavić         | 6–2, 6–2            |
| Montrèal     | Alexei Popyrin      | Andrej Rublëv         | 6–2, 6–4      | Marcel Granollers Horacio Zeballos | Rajeev Ram Joe Salisbury           | 6–2, 7–6(4)         |
| Cincinnati   | Jannik Sinner       | Frances Tiafoe        | 7–6(4), 6–2   | Marcelo Arévalo Mate Pavić         | Mackenzie McDonald Alex Michelsen  | 6–2, 6–4            |
| Shanghai     | Jannik Sinner       | Novak Đoković         | 7–6(4), 6–3   | Wesley Koolhof Nikola Mektić       | Máximo González Andrés Molteni     | 6–4, 6–4            |
| Parigi       | Alexander Zverev    | Ugo Humbert           | 6–2, 6–2      | Wesley Koolhof Nikola Mektić       | Lloyd Glasspool Adam Pavlásek      | 3–6, 6–3, [10–5]    |

### 2023
| Torneo       | Vincitore singolare | Finalista singolare | Punteggio           | Vincitori doppio                         | Finalisti doppio                    | Punteggio         |
| ------------ | ------------------- | ------------------- | ------------------- | ---------------------------------------- | ----------------------------------- | ----------------- |
| Indian Wells | Carlos Alcaraz      | Daniil Medvedev     | 6–3, 6–2            | Rohan Bopanna Matthew Ebden              | Wesley Koolhof Neal Skupski         | 6–3, 2–6, [10–8]  |
| Miami        | Daniil Medvedev     | Jannik Sinner       | 7–5, 6–3            | Santiago González Édouard Roger-Vasselin | Austin Krajicek Nicolas Mahut       | 7–6(4), 7–5       |
| Monte Carlo  | Andrej Rublëv       | Holger Rune         | 5–7, 6–2, 7–5       | Austin Krajicek Ivan Dodig               | Romain Arneodo Sam Weissborn        | 6–0, 4–6, [14–12] |
| Madrid       | Carlos Alcaraz      | Jan-Lennard Struff  | 6–4, 3–6, 6–3       | Karen Chačanov Andrej Rublëv             | Rohan Bopanna Matthew Ebden         | 6–3, 3–6, [10–3]  |
| Roma         | Daniil Medvedev     | Holger Rune         | 7–5, 7–5            | Hugo Nys Jan Zieliński                   | Robin Haase Botic van de Zandschulp | 7–5, 6–1          |
| Toronto      | Jannik Sinner       | Alex de Minaur      | 6–4, 6–1            | Marcelo Arévalo Jean-Julien Rojer        | Rajeev Ram Joe Salisbury            | 6–3, 6–1          |
| Cincinnati   | Novak Đoković       | Carlos Alcaraz      | 5–7, 7–6(7), 7–6(4) | Máximo González Andrés Molteni           | Jamie Murray Michael Venus          | 6–3, 1–6, [11–9]  |
| Shanghai     | Hubert Hurkacz      | Andrej Rublëv       | 6–3, 3–6, 7–6(8)    | Marcel Granollers Horacio Zeballos       | Rohan Bopanna Matthew Ebden         | 5–7, 6–2, [10–7]  |
| Parigi       | Novak Đoković       | Grigor Dimitrov     | 6–4, 6–3            | Santiago González Édouard Roger-Vasselin | Rohan Bopanna Matthew Ebden         | 6–2, 5–7, [10–7]  |

### 2022
| Torneo       | Vincitore singolare | Finalista singolare         | Punteggio     | Vincitori doppio            | Finalisti doppio                         | Punteggio            |
| ------------ | ------------------- | --------------------------- | ------------- | --------------------------- | ---------------------------------------- | -------------------- |
| Indian Wells | Taylor Fritz        | Rafael Nadal                | 6–3, 7–6(5)   | Jack Sock John Isner        | Santiago González Édouard Roger-Vasselin | 7–6(4), 6–3          |
| Miami        | Carlos Alcaraz      | Casper Ruud                 | 6–4, 7–5      | Hubert Hurkacz John Isner   | Wesley Koolhof Neal Skupski              | 7–6(5), 6–4          |
| Monte Carlo  | Stefanos Tsitsipas  | Alejandro Davidovich Fokina | 6–3, 7–6(3)   | Rajeev Ram Joe Salisbury    | Juan Sebastián Cabal Robert Farah        | 6–4, 3–6, [10–7]     |
| Madrid       | Carlos Alcaraz      | Alexander Zverev            | 6–3, 6–1      | Wesley Koolhof Neal Skupski | Juan Sebastián Cabal Robert Farah        | 6(4)–7, 6–4, [10–5]  |
| Roma         | Novak Đoković       | Stefanos Tsitsipas          | 6–0, 7–6(5)   | Nikola Mektić Mate Pavić    | John Isner Diego Schwartzman             | 6–2, 6(6)–7, [12–10] |
| Montréal     | Pablo Carreño Busta | Hubert Hurkacz              | 3–6, 6–3, 6–3 | Wesley Koolhof Neal Skupski | Daniel Evans John Peers                  | 6–2, 4–6, [10–6]     |
| Cincinnati   | Borna Ćorić         | Stefanos Tsitsipas          | 7–6(0), 6–2   | Rajeev Ram Joe Salisbury    | Tim Pütz Michael Venus                   | 7–6(4), 7–6(5)       |
| Shanghai     | cancellato          | cancellato                  | cancellato    | cancellato                  | cancellato                               | cancellato           |
| Parigi       | Holger Rune         | Novak Đoković               | 3–6, 6–3, 7–5 | Wesley Koolhof Neal Skupski | Ivan Dodig Austin Krajicek               | 7–6(5), 6–4          |

### 2021
| Torneo       | Vincitore singolare | Finalista singolare | Punteggio        | Vincitori doppio                   | Finalisti doppio                    | Punteggio        |
| ------------ | ------------------- | ------------------- | ---------------- | ---------------------------------- | ----------------------------------- | ---------------- |
| Indian Wells | Cameron Norrie      | Nikoloz Basilašvili | 3–6, 6–4, 6–1    | John Peers Filip Polášek           | Aslan Karacev Andrej Rublëv         | 6–3, 7–6(5)      |
| Miami        | Hubert Hurkacz      | Jannik Sinner       | 7–6(4), 6–4      | Nikola Mektić Mate Pavić           | Daniel Evans Neal Skupski           | 6–4, 6–4         |
| Monte Carlo  | Stefanos Tsitsipas  | Andrej Rublëv       | 6–3, 6–3         | Nikola Mektić Mate Pavić           | Daniel Evans Neal Skupski           | 6–3, 4–6, [10–7] |
| Madrid       | Alexander Zverev    | Matteo Berrettini   | 6(8)–7, 6–4, 6–3 | Marcel Granollers Horacio Zeballos | Nikola Mektić Mate Pavić            | 1–6, 6–3, [10–8] |
| Roma         | Rafael Nadal        | Novak Đoković       | 7–5, 1–6, 6–3    | Nikola Mektić Mate Pavić           | Rajeev Ram Joe Salisbury            | 6–4, 7–6(4)      |
| Toronto      | Daniil Medvedev     | Reilly Opelka       | 6–4, 6–3         | Rajeev Ram Joe Salisbury           | Nikola Mektić Mate Pavić            | 6–3, 4–6, [10–3] |
| Cincinnati   | Alexander Zverev    | Andrej Rublëv       | 6–2, 6–3         | Marcel Granollers Horacio Zeballos | Steve Johnson Austin Krajicek       | 7–6, 7–6         |
| Shanghai     | cancellato          | cancellato          | cancellato       | cancellato                         | cancellato                          | cancellato       |
| Parigi       | Novak Đoković       | Daniil Medvedev     | 4–6, 6–3, 6–3    | Tim Pütz Michael Venus             | Pierre-Hugues Herbert Nicolas Mahut | 6–3, 6–7, [11–9] |

### 2020
La stagione 2020 ha subìto diverse cancellazioni e rinvii a causa della pandemia di COVID-19.
| Torneo       | Vincitore singolare | Finalista singolare | Punteggio     | Vincitori doppio                     | Finalisti doppio             | Punteggio              |
| ------------ | ------------------- | ------------------- | ------------- | ------------------------------------ | ---------------------------- | ---------------------- |
| Indian Wells | cancellato          | cancellato          | cancellato    | cancellato                           | cancellato                   | cancellato             |
| Miami        | cancellato          | cancellato          | cancellato    | cancellato                           | cancellato                   | cancellato             |
| Monte Carlo  | cancellato          | cancellato          | cancellato    | cancellato                           | cancellato                   | cancellato             |
| Madrid       | cancellato          | cancellato          | cancellato    | cancellato                           | cancellato                   | cancellato             |
| Roma         | Novak Đoković       | Diego Schwartzman   | 7–5, 6–3      | Marcel Granollers Horacio Zeballos   | Jérémy Chardy Fabrice Martin | 6–4, 5–7, [10–8]       |
| Montréal     | cancellato          | cancellato          | cancellato    | cancellato                           | cancellato                   | cancellato             |
| Cincinnati   | Novak Đoković       | Milos Raonic        | 1–6, 6–3, 6–4 | Pablo Carreño Busta Alex de Minaur   | Jamie Murray Neal Skupski    | 6–2, 7–5               |
| Shanghai     | cancellato          | cancellato          | cancellato    | cancellato                           | cancellato                   | cancellato             |
| Parigi       | Daniil Medvedev     | Alexander Zverev    | 5–7, 6–4, 6–1 | Félix Auger-Aliassime Hubert Hurkacz | Mate Pavić Bruno Soares      | 6(3)–7, 7–6(7), [10–2] |

### 2019
| Torneo       | Vincitore singolare | Finalista singolare | Punteggio     | Vincitori doppio                    | Finalisti doppio                  | Punteggio              |
| ------------ | ------------------- | ------------------- | ------------- | ----------------------------------- | --------------------------------- | ---------------------- |
| Indian Wells | Dominic Thiem       | Roger Federer       | 3–6, 6–3, 7–5 | Nikola Mektić Horacio Zeballos      | Łukasz Kubot Marcelo Melo         | 4–6, 6–4, [10–3]       |
| Miami        | Roger Federer       | John Isner          | 6–1, 6–4      | Bob Bryan Mike Bryan                | Wesley Koolhof Stefanos Tsitsipas | 7–5, 7–6(8)            |
| Monte Carlo  | Fabio Fognini       | Dušan Lajović       | 6–3, 6–4      | Nikola Mektić Franko Škugor         | Robin Haase Wesley Koolhof        | 6(3)–7, 7–6(3), [11–9] |
| Madrid       | Novak Đoković       | Stefanos Tsitsipas  | 6–3, 6–4      | Jean-Julien Rojer Horia Tecău       | Diego Schwartzman Dominic Thiem   | 6–2, 6–3               |
| Roma         | Rafael Nadal        | Novak Đoković       | 6–0, 4–6, 6–1 | Juan Sebastián Cabal Robert Farah   | Raven Klaasen Michael Venus       | 6–1, 6–3               |
| Montréal     | Rafael Nadal        | Daniil Medvedev     | 6–3, 6–0      | Marcel Granollers Horacio Zeballos  | Robin Haase Wesley Koolhof        | 7–5, 7–5               |
| Cincinnati   | Daniil Medvedev     | David Goffin        | 7–6(3), 6–4   | Ivan Dodig Filip Polášek            | Juan Sebastián Cabal Robert Farah | 4–6, 6–4, [10–6]       |
| Shanghai     | Daniil Medvedev     | Alexander Zverev    | 6–4, 6–1      | Mate Pavić Bruno Soares             | Łukasz Kubot Marcelo Melo         | 6–4, 6–2               |
| Parigi       | Novak Đoković       | Denis Shapovalov    | 6–3, 6–4      | Pierre-Hugues Herbert Nicolas Mahut | Karen Khachanov Andrey Rublev     | 6–4, 6–1               |

### 2018
| Torneo       | Vincitore singolare   | Finalista singolare | Punteggio           | Vincitori doppio                  | Finalisti doppio                  | Punteggio           |
| ------------ | --------------------- | ------------------- | ------------------- | --------------------------------- | --------------------------------- | ------------------- |
| Indian Wells | Juan Martín del Potro | Roger Federer       | 6–4, 6(8)–7, 7–6(2) | John Isner Jack Sock              | Bob Bryan Mike Bryan              | 7–6(4), 7–6(2)      |
| Miami        | John Isner            | Alexander Zverev    | 6(4)–7, 6–4, 6–4    | Bob Bryan Mike Bryan              | Karen Khachanov Andrey Rublev     | 4–6, 7–6(5), [10–4] |
| Monte Carlo  | Rafael Nadal          | Kei Nishikori       | 6–3, 6–2            | Bob Bryan Mike Bryan              | Oliver Marach Mate Pavić          | 7–6(5), 6–3         |
| Madrid       | Alexander Zverev      | Dominic Thiem       | 6–4, 6–4            | Nikola Mektić Alexander Peya      | Bob Bryan Mike Bryan              | 5–3 ritirati        |
| Roma         | Rafael Nadal          | Alexander Zverev    | 6–1, 1–6, 6–3       | Juan Sebastián Cabal Robert Farah | Pablo Carreño Busta João Sousa    | 3–6, 6–4, [10–4]    |
| Toronto      | Rafael Nadal          | Stefanos Tsitsipas  | 6–2, 7–6(4)         | Henri Kontinen John Peers         | Raven Klaasen Michael Venus       | 6–2, 6(7)–7, [10–6] |
| Cincinnati   | Novak Đoković         | Roger Federer       | 6–4, 6–4            | Jamie Murray Bruno Soares         | Juan Sebastián Cabal Robert Farah | 4–6, 6–3, [10–6]    |
| Shanghai     | Novak Đoković         | Borna Ćorić         | 6–3, 6–4            | Łukasz Kubot Marcelo Melo         | Jamie Murray Bruno Soares         | 6–4, 6–2            |
| Parigi       | Karen Chačanov        | Novak Đoković       | 7–5, 6–4            | Marcel Granollers Rajeev Ram      | Jean-Julien Rojer Horia Tecău     | 6–4, 6–4            |

### 2017
| Torneo       | Vincitore singolare | Finalista singolare  | Punteggio     | Vincitori doppio                    | Finalisti doppio                     | Punteggio           |
| ------------ | ------------------- | -------------------- | ------------- | ----------------------------------- | ------------------------------------ | ------------------- |
| Indian Wells | Roger Federer       | Stan Wawrinka        | 6–4, 7–5      | Raven Klaasen Rajeev Ram            | Łukasz Kubot Marcelo Melo            | 6(1)–7, 6–4, [10–8] |
| Miami        | Roger Federer       | Rafael Nadal         | 6–3, 6–4      | Łukasz Kubot Marcelo Melo           | Nicholas Monroe Jack Sock            | 7–5, 6–3            |
| Monte Carlo  | Rafael Nadal        | Albert Ramos Viñolas | 6–1, 6–3      | Rohan Bopanna Pablo Cuevas          | Feliciano López Marc López           | 6–3, 3–6, [10–4]    |
| Madrid       | Rafael Nadal        | Dominic Thiem        | 7–6(8), 6–4   | Łukasz Kubot Marcelo Melo           | Nicolas Mahut Édouard Roger-Vasselin | 7–5, 6–3            |
| Roma         | Alexander Zverev    | Novak Đoković        | 6–4, 6–3      | Pierre-Hugues Herbert Nicolas Mahut | Ivan Dodig Marcel Granollers         | 4–6, 6–4, [10–3]    |
| Montréal     | Alexander Zverev    | Roger Federer        | 6–3, 6–4      | Pierre-Hugues Herbert Nicolas Mahut | Rohan Bopanna Ivan Dodig             | 6–4, 3–6, [10–6]    |
| Cincinnati   | Grigor Dimitrov     | Nick Kyrgios         | 6–3, 7–5      | Pierre-Hugues Herbert Nicolas Mahut | Jamie Murray Bruno Soares            | 7–6(6), 6–4         |
| Shanghai     | Roger Federer       | Rafael Nadal         | 6–4, 6–3      | Henri Kontinen John Peers           | Łukasz Kubot Marcelo Melo            | 6–4, 6–2            |
| Parigi       | Jack Sock           | Filip Krajinović     | 5–7, 6–4; 6–1 | Łukasz Kubot Marcelo Melo           | Ivan Dodig Marcel Granollers Pujol   | 6–7, 6–3, [6–10]    |

### 2016
| Torneo       | Vincitore singolare | Finalista singolare   | Punteggio        | Vincitori doppio                    | Finalisti doppio                    | Punteggio              |
| ------------ | ------------------- | --------------------- | ---------------- | ----------------------------------- | ----------------------------------- | ---------------------- |
| Indian Wells | Novak Đoković       | Milos Raonic          | 6–2, 6–0         | Pierre-Hugues Herbert Nicolas Mahut | Vasek Pospisil Jack Sock            | 6–3, 7–6(5)            |
| Miami        | Novak Đoković       | Kei Nishikori         | 6–3, 6–3         | Pierre-Hugues Herbert Nicolas Mahut | Raven Klaasen Rajeev Ram            | 5–7, 6–1, [10–7]       |
| Monte Carlo  | Rafael Nadal        | Gaël Monfils          | 7–5, 5–7, 6–0    | Pierre-Hugues Herbert Nicolas Mahut | Jamie Murray Bruno Soares           | 4–6, 6–0, [10–6]       |
| Madrid       | Novak Đoković       | Andy Murray           | 6–2, 3–6, 6–3    | Jean-Julien Rojer Horia Tecău       | Rohan Bopanna Florin Mergea         | 6–4, 7–6(5)            |
| Roma         | Andy Murray         | Novak Đoković         | 6–3, 6–3         | Bob Bryan Mike Bryan                | Vasek Pospisil Jack Sock            | 2–6, 6–3, [10–7]       |
| Toronto      | Novak Đoković       | Kei Nishikori         | 6–3, 7–5         | Ivan Dodig Marcelo Melo             | Jamie Murray Bruno Soares           | 6–4, 6–4               |
| Cincinnati   | Marin Čilić         | Andy Murray           | 6–4, 7–5         | Ivan Dodig Marcelo Melo             | Jean-Julien Rojer Horia Tecău       | 7–6(5), 6(5)–7, [10–6] |
| Shanghai     | Andy Murray         | Roberto Bautista Agut | 7–6(1), 6–1      | John Isner Jack Sock                | Henri Kontinen John Peers           | 6–4, 6–4               |
| Parigi       | Andy Murray         | John Isner            | 6–3, 6(4)–7, 6–4 | Henri Kontinen John Peers           | Pierre-Hugues Herbert Nicolas Mahut | 6–4, 3–6, [10–6]       |

### 2015
| Torneo       | Vincitore singolare | Finalista singolare | Punteggio        | Vincitori doppio                     | Finalisti doppio                     | Punteggio           |
| ------------ | ------------------- | ------------------- | ---------------- | ------------------------------------ | ------------------------------------ | ------------------- |
| Indian Wells | Novak Đoković       | Roger Federer       | 6–3, 6(5)–7, 6–2 | Vasek Pospisil Jack Sock             | Simone Bolelli Fabio Fognini         | 6–4, 6(3)–7, [10–7] |
| Miami        | Novak Đoković       | Andy Murray         | 7–6(3), 4–6, 6–0 | Bob Bryan Mike Bryan                 | Vasek Pospisil Jack Sock             | 6–3, 1–6, [10–8]    |
| Monte Carlo  | Novak Đoković       | Tomáš Berdych       | 7–5, 4–6, 6–3    | Bob Bryan Mike Bryan                 | Simone Bolelli Fabio Fognini         | 7–6(3), 6–1         |
| Madrid       | Andy Murray         | Rafael Nadal        | 6–3, 6–2         | Rohan Bopanna Florin Mergea          | Marcin Matkowski Nenad Zimonjić      | 6–2, 6(5)–7, [11–9] |
| Roma         | Novak Đoković       | Roger Federer       | 6–4, 6–3         | Pablo Cuevas David Marrero           | Marcel Granollers Marc López         | 6–4, 7–5            |
| Montréal     | Andy Murray         | Novak Đoković       | 6–4, 4–6, 6–3    | Bob Bryan Mike Bryan                 | Daniel Nestor Édouard Roger-Vasselin | 7–6(5), 3–6, [10–6] |
| Cincinnati   | Roger Federer       | Novak Đoković       | 7–6(1), 6–3      | Daniel Nestor Édouard Roger-Vasselin | Marcin Matkowski Nenad Zimonjić      | 6–2, 6–2            |
| Shanghai     | Novak Đoković       | Jo-Wilfried Tsonga  | 6–2, 6–4         | Raven Klaasen Marcelo Melo           | Simone Bolelli Fabio Fognini         | 6–3, 6–3            |
| Parigi       | Novak Đoković       | Andy Murray         | 6–2, 6–4         | Ivan Dodig Marcelo Melo              | Vasek Pospisil Jack Sock             | 2–6, 6–3, [10–5]    |

### 2014
| Torneo       | Vincitore singolare | Finalista singolare | Punteggio          | Vincitori doppio             | Finalisti doppio                        | Punteggio           |
| ------------ | ------------------- | ------------------- | ------------------ | ---------------------------- | --------------------------------------- | ------------------- |
| Indian Wells | Novak Đoković       | Roger Federer       | 3–6, 6–3, 7–6(3)   | Bob Bryan Mike Bryan         | Alexander Peya Bruno Soares             | 6–4, 6–3            |
| Miami        | Novak Đoković       | Rafael Nadal        | 6–3, 6–3           | Bob Bryan Mike Bryan         | Juan Sebastián Cabal Robert Farah       | 7–6(8), 6–4         |
| Monte Carlo  | Stan Wawrinka       | Roger Federer       | 4–6, 7–6(5), 6–2   | Bob Bryan Mike Bryan         | Ivan Dodig Marcelo Melo                 | 6–3, 3–6, [10–8]    |
| Madrid       | Rafael Nadal        | Kei Nishikori       | 2–6, 6–4, 3–0 rit. | Daniel Nestor Nenad Zimonjić | Bob Bryan Mike Bryan                    | 6–4, 6–2            |
| Roma         | Novak Đoković       | Rafael Nadal        | 4–6, 6–3, 6–3      | Daniel Nestor Nenad Zimonjić | Robin Haase Feliciano López             | 6–4, 7–6(2)         |
| Toronto      | Jo-Wilfried Tsonga  | Roger Federer       | 7–5, 7–6(3)        | Alexander Peya Bruno Soares  | Ivan Dodig Marcelo Melo                 | 6–4, 6–3            |
| Cincinnati   | Roger Federer       | David Ferrer        | 6–3,1–6,6–2        | Bob Bryan Mike Bryan         | Vasek Pospisil Jack Sock                | 6–3, 6–2            |
| Shanghai     | Roger Federer       | Gilles Simon        | 7–6(6), 7–6(2)     | Bob Bryan Mike Bryan         | Julien Benneteau Édouard Roger-Vasselin | 6–3, 7–6(3)         |
| Parigi       | Novak Đoković       | Milos Raonic        | 6–2, 6–3           | Bob Bryan Mike Bryan         | Marcin Matkowski Jürgen Melzer          | 7–6(5), 5–7, [10–6] |

### 2013
| Torneo       | Vincitore singolare | Finalista singolare   | Punteggio        | Vincitori doppio                       | Finalisti doppio                     | Punteggio              |
| ------------ | ------------------- | --------------------- | ---------------- | -------------------------------------- | ------------------------------------ | ---------------------- |
| Indian Wells | Rafael Nadal        | Juan Martín del Potro | 4–6, 6–3, 6–4    | Bob Bryan Mike Bryan                   | Treat Conrad Huey Jerzy Janowicz     | 6–3, 3–6, [10–6]       |
| Miami        | Andy Murray         | David Ferrer          | 2–6, 6–4, 7–6(1) | Aisam-ul-Haq Qureshi Jean-Julien Rojer | Mariusz Fyrstenberg Marcin Matkowski | 6–4, 6–1               |
| Monte Carlo  | Novak Đoković       | Rafael Nadal          | 6–2, 7–6(1)      | Julien Benneteau Nenad Zimonjić        | Bob Bryan Mike Bryan                 | 4–6, 7–6(4), [14–12]   |
| Madrid       | Rafael Nadal        | Stan Wawrinka         | 6–2, 6–4         | Bob Bryan Mike Bryan                   | Alexander Peya Bruno Soares          | 6–2, 6–3               |
| Roma         | Rafael Nadal        | Roger Federer         | 6–1, 6–3         | Bob Bryan Mike Bryan                   | Mahesh Bhupathi Rohan Bopanna        | 6–2, 6–3               |
| Montréal     | Rafael Nadal        | Milos Raonic          | 6–2, 6–2         | Alexander Peya Bruno Soares            | Colin Fleming Andy Murray            | 6–4, 7–6(4)            |
| Cincinnati   | Rafael Nadal        | John Isner            | 7–6(8), 7–6(3)   | Bob Bryan Mike Bryan                   | Marcel Granollers Marc López         | 6–4, 4–6, [10–4]       |
| Shanghai     | Novak Đoković       | Juan Martín del Potro | 6–1, 3–6, 7–6(3) | Marcelo Melo Ivan Dodig                | David Marrero Fernando Verdasco      | 7–6(2), 6(6)–7, [10–2] |
| Parigi       | Novak Đoković       | David Ferrer          | 7–5, 7–5         | Bob Bryan Mike Bryan                   | Alexander Peya Bruno Soares          | 6–3, 6–3               |

### 2012
| Torneo       | Vincitore singolare | Finalista singolare | Punteggio         | Vincitori doppio                     | Finalisti doppio                       | Punteggio           |
| ------------ | ------------------- | ------------------- | ----------------- | ------------------------------------ | -------------------------------------- | ------------------- |
| Indian Wells | Roger Federer       | John Isner          | 7–6(7), 6–3       | Marc López Rafael Nadal              | John Isner Sam Querrey                 | 6–2, 7–6(3)         |
| Miami        | Novak Đoković       | Andy Murray         | 6–1, 7–6(4)       | Leander Paes Radek Štěpánek          | Maks Mirny Daniel Nestor               | 3–6, 6–1, [10–8]    |
| Monte Carlo  | Rafael Nadal        | Novak Đoković       | 6–3, 6–1          | Bob Bryan Mike Bryan                 | Maks Mirny Daniel Nestor               | 6–2, 6–3            |
| Madrid       | Roger Federer       | Tomáš Berdych       | 3–6, 7–5, 7–5     | Mariusz Fyrstenberg Marcin Matkowski | Robert Lindstedt Horia Tecău           | 6–3, 6–4            |
| Roma         | Rafael Nadal        | Novak Đoković       | 7–5, 6–3          | Marcel Granollers Marc López         | Łukasz Kubot Janko Tipsarević          | 6–3, 6–2            |
| Toronto      | Novak Đoković       | Richard Gasquet     | 6–3, 6–2          | Bob Bryan Mike Bryan                 | Marcel Granollers Marc López           | 6–1, 4–6, [12–10]   |
| Cincinnati   | Roger Federer       | Novak Đoković       | 6–0, 7–6(7)       | Robert Lindstedt Horia Tecău         | Mahesh Bhupathi Rohan Bopanna          | 6–4, 6–4            |
| Shanghai     | Novak Đoković       | Andy Murray         | 5–7, 7–6(11), 6–3 | Leander Paes Radek Štěpánek          | Mahesh Bhupathi Rohan Bopanna          | 6(7)–7, 6–3, [10–5] |
| Parigi       | David Ferrer        | Jerzy Janowicz      | 6–4, 6–3          | Mahesh Bhupathi Rohan Bopanna        | Aisam-ul-Haq Qureshi Jean-Julien Rojer | 7–6(6), 6–3         |

### 2011
| Torneo       | Vincitore singolare | Finalista singolare | Punteggio        | Vincitori doppio                    | Finalisti doppio                | Punteggio           |
| ------------ | ------------------- | ------------------- | ---------------- | ----------------------------------- | ------------------------------- | ------------------- |
| Indian Wells | Novak Đoković       | Rafael Nadal        | 4–6, 6–3, 6–2    | Aleksandr Dolhopolov Xavier Malisse | Roger Federer Stan Wawrinka     | 6–4, 6(5)–7, [10–7] |
| Miami        | Novak Đoković       | Rafael Nadal        | 4–6, 6–3, 7–6(4) | Mahesh Bhupathi Leander Paes        | Maks Mirny Daniel Nestor        | 6(5)–7, 6–2, [10–5] |
| Monte Carlo  | Rafael Nadal        | David Ferrer        | 6–4, 7–5         | Bob Bryan Mike Bryan                | Juan Ignacio Chela Bruno Soares | 6–3, 6–2            |
| Madrid       | Novak Đoković       | Rafael Nadal        | 7–5, 6–4         | Bob Bryan Mike Bryan                | Michaël Llodra Nenad Zimonjić   | 6–3, 6–3            |
| Roma         | Novak Đoković       | Rafael Nadal        | 6–4, 6–4         | John Isner Sam Querrey              | Mardy Fish Andy Roddick         | w/o                 |
| Montréal     | Novak Đoković       | Mardy Fish          | 6–2, 3–6, 6–4    | Michaël Llodra Nenad Zimonjić       | Bob Bryan Mike Bryan            | 6–4, 6(5)–7, [10–5] |
| Cincinnati   | Andy Murray         | Novak Đoković       | 6–4, 3–0 rit.    | Mahesh Bhupathi Leander Paes        | Michaël Llodra Nenad Zimonjić   | 7–6(4), 7–6(2)      |
| Shanghai     | Andy Murray         | David Ferrer        | 7–5, 6–4         | Maks Mirny Daniel Nestor            | Michaël Llodra Nenad Zimonjić   | 3–6, 6–1, [12–10]   |
| Parigi       | Roger Federer       | Jo-Wilfried Tsonga  | 6–1, 7–6(3)      | Rohan Bopanna Aisam-ul-Haq Qureshi  | Julien Benneteau Nicolas Mahut  | 6–2, 6–4            |

### 2010
| Torneo       | Vincitore singolare | Finalista singolare | Punteggio           | Vincitori doppio             | Finalisti doppio                     | Punteggio        |
| ------------ | ------------------- | ------------------- | ------------------- | ---------------------------- | ------------------------------------ | ---------------- |
| Indian Wells | Ivan Ljubičić       | Andy Roddick        | 7–6(3), 7–6(5)      | Marc López Rafael Nadal      | Daniel Nestor Nenad Zimonjić         | 7–6(8), 6–3      |
| Miami        | Andy Roddick        | Tomáš Berdych       | 7–5, 6–4            | Lukáš Dlouhý Leander Paes    | Mahesh Bhupathi Maks Mirny           | 6–2, 7–5         |
| Monte Carlo  | Rafael Nadal        | Fernando Verdasco   | 6–0, 6–1            | Daniel Nestor Nenad Zimonjić | Mahesh Bhupathi Maks Mirny           | 6–3, 2–0 rit.    |
| Roma         | Rafael Nadal        | David Ferrer        | 7–5, 6–2            | Bob Bryan Mike Bryan         | John Isner Sam Querrey               | 6–2, 6–3         |
| Madrid       | Rafael Nadal        | Roger Federer       | 6–4, 7–6(5)         | Bob Bryan Mike Bryan         | Daniel Nestor Nenad Zimonjić         | 6–3, 6–4         |
| Toronto      | Andy Murray         | Roger Federer       | 7–5, 7–5            | Bob Bryan Mike Bryan         | Julien Benneteau Michaël Llodra      | 7–5, 6–3         |
| Cincinnati   | Roger Federer       | Mardy Fish          | 6(5)–7, 7–6(1), 6–4 | Bob Bryan Mike Bryan         | Mahesh Bhupathi Maks Mirny           | 6–3, 6–4         |
| Shanghai     | Andy Murray         | Roger Federer       | 6–3, 6–2            | Jürgen Melzer Leander Paes   | Mariusz Fyrstenberg Marcin Matkowski | 7–5, 4–6, [10–5] |
| Parigi       | Robin Söderling     | Gaël Monfils        | 6–1, 7–6(1)         | Mahesh Bhupathi Maks Mirny   | Mark Knowles Andy Ram                | 7–5, 7–5         |

### 2009
| Torneo       | Vincitore singolare | Finalista singolare   | Punteggio           | Vincitori doppio                    | Finalisti doppio                     | Punteggio            |
| ------------ | ------------------- | --------------------- | ------------------- | ----------------------------------- | ------------------------------------ | -------------------- |
| Indian Wells | Rafael Nadal        | Andy Murray           | 6–1, 6–2            | Mardy Fish Andy Roddick             | Maks Mirny Andy Ram                  | 3–6, 6–1, [14–12]    |
| Miami        | Andy Murray         | Novak Đoković         | 6–2, 7–5            | Maks Mirny Andy Ram                 | Ashley Fisher Stephen Huss           | 6(4)–7, 6–2, [10–7]  |
| Monte Carlo  | Rafael Nadal        | Novak Đoković         | 6–3, 2–6, 6–1       | Daniel Nestor Nenad Zimonjić        | Bob Bryan Mike Bryan                 | 6–4, 6–1             |
| Roma         | Rafael Nadal        | Novak Đoković         | 7–6(2), 6–2         | Daniel Nestor Nenad Zimonjić        | Bob Bryan Mike Bryan                 | 7–6(5), 6–3          |
| Madrid       | Roger Federer       | Rafael Nadal          | 6–4, 6–4            | Daniel Nestor Nenad Zimonjić        | Simon Aspelin Wesley Moodie          | 6–4, 6–4             |
| Montréal     | Andy Murray         | Juan Martín del Potro | 6(4)–7, 7–6(3), 6–1 | Mahesh Bhupathi Mark Knowles        | Maks Mirny Andy Ram                  | 6–4, 6–3             |
| Cincinnati   | Roger Federer       | Novak Đoković         | 6–1, 7–5            | Daniel Nestor Nenad Zimonjić        | Bob Bryan Mike Bryan                 | 3–6, 7–6(2), [15–13] |
| Shanghai     | Nikolaj Davydenko   | Rafael Nadal          | 7–6(3), 6–3         | Jo-Wilfried Tsonga Julien Benneteau | Mariusz Fyrstenberg Marcin Matkowski | 6–2, 6–4             |
| Parigi       | Novak Đoković       | Gaël Monfils          | 6–2, 5–7, 7–6(3)    | Daniel Nestor Nenad Zimonjić        | Marcel Granollers Tommy Robredo      | 6–3, 6–4             |

### 2008
| Torneo       | Vincitore singolare | Finalista singolare | Punteggio          | Vincitori doppio                     | Finalisti doppio             | Punteggio             |
| ------------ | ------------------- | ------------------- | ------------------ | ------------------------------------ | ---------------------------- | --------------------- |
| Indian Wells | Novak Đoković       | Mardy Fish          | 6–2, 5–7, 6–3      | Jonathan Erlich Andy Ram             | Daniel Nestor Nenad Zimonjić | 6–4, 6–4              |
| Miami        | Nikolaj Davydenko   | Rafael Nadal        | 6–4, 6–2           | Bob Bryan Mike Bryan                 | Mahesh Bhupathi Mark Knowles | 6–2, 6–2              |
| Monte Carlo  | Rafael Nadal        | Roger Federer       | 7–5, 7–5           | Tommy Robredo Rafael Nadal           | Mahesh Bhupathi Mark Knowles | 6–3, 6–3              |
| Roma         | Novak Đoković       | Stan Wawrinka       | 4–6, 6–3, 6–3      | Bob Bryan Mike Bryan                 | Daniel Nestor Nenad Zimonjić | 3–6, 6–4, [10–8]      |
| Amburgo      | Rafael Nadal        | Roger Federer       | 7–5, 6–7(3–7), 6–3 | Daniel Nestor Nenad Zimonjić         | Bob Bryan Mike Bryan         | 4–6, 7–5, [10–8]      |
| Toronto      | Rafael Nadal        | Nicolas Kiefer      | 6–3, 6–2           | Daniel Nestor Nenad Zimonjić         | Bob Bryan Mike Bryan         | 6–2, 4–6, [10–8]      |
| Cincinnati   | Andy Murray         | Novak Đoković       | 7–6(7–4), 7–6(7–5) | Bob Bryan Mike Bryan                 | Jonathan Erlich Andy Ram     | 4–6, 7–6(7–2), [10–7] |
| Madrid       | Andy Murray         | Gilles Simon        | 6–4, 7–6(8–6)      | Mariusz Fyrstenberg Marcin Matkowski | Mahesh Bhupathi Mark Knowles | 6–4, 6–2              |
| Parigi       | Jo-Wilfried Tsonga  | David Nalbandian    | 6–3, 4–6, 6–4      | Jonas Björkman Kevin Ullyett         | Jeff Coetzee Wesley Moodie   | 6–2, 6–2              |

### 2007
| Torneo       | Vincitore singolare | Finalista singolare | Punteggio               | Vincitori doppio               | Finalisti doppio                     | Punteggio             |
| ------------ | ------------------- | ------------------- | ----------------------- | ------------------------------ | ------------------------------------ | --------------------- |
| Indian Wells | Rafael Nadal        | Novak Đoković       | 6–2, 7–5                | Leander Paes Martin Damm       | Jonathan Erlich Andy Ram             | 6–4, 6–4              |
| Miami        | Novak Đoković       | Guillermo Cañas     | 6–3, 6–2, 6–4           | Bob Bryan Mike Bryan           | Leander Paes Martin Damm             | 7–6(9–7), 3–6, [10–7] |
| Monte Carlo  | Rafael Nadal        | Roger Federer       | 6–4, 6–4                | Bob Bryan Mike Bryan           | Julien Benneateau Richard Gasquet    | 6–2, 6–1              |
| Roma         | Rafael Nadal        | Fernando Gonzalez   | 6–2, 6–2                | Fabrice Santoro Nenad Zimonjić | Bob Bryan Mike Bryan                 | 6–4, 6–7(4–7), [10–7] |
| Amburgo      | Roger Federer       | Rafael Nadal        | 2–6, 6–2, 6–0           | Bob Bryan Mike Bryan           | Paul Hanley Kevin Ullyett            | 6–3, 6–4              |
| Montréal     | Novak Đoković       | Roger Federer       | 7–6(7–2), 2–6, 7–6(7–2) | Mahesh Bhupathi Pavel Vizner   | Paul Hanley Kevin Ullyett            | 6–4, 6–4              |
| Cincinnati   | Roger Federer       | James Blake         | 6–1, 6–4                | Jonathan Erlich Andy Ram       | Bob Bryan Mike Bryan                 | 6–4, 3–6, [13–11]     |
| Madrid       | David Nalbandian    | Roger Federer       | 1–6, 6–3, 6–3           | Bob Bryan Mike Bryan           | Mariusz Fyrstenberg Marcin Matkowski | 6–3, 7–6(7–4)         |
| Parigi       | David Nalbandian    | Rafael Nadal        | 6–4, 6–0                | Bob Bryan Mike Bryan           | Daniel Nestor Nenad Zimonjić         | 6–3, 7–6(7–4)         |

### 2006
| Torneo       | Vincitore singolare | Finalista singolare | Punteggio                              | Vincitori doppio              | Finalisti doppio               | Punteggio         |
| ------------ | ------------------- | ------------------- | -------------------------------------- | ----------------------------- | ------------------------------ | ----------------- |
| Indian Wells | Roger Federer       | James Blake         | 7–5, 6–3, 6–0                          | Mark Knowles Daniel Nestor    | Bob Bryan Mike Bryan           | 6–4, 6–4          |
| Miami        | Roger Federer       | Ivan Ljubičić       | 7–6(7–5), 7–6(7–4), 7–6(8–6)           | Jonas Björkman Max Mirny      | Bob Bryan Mike Bryan           | 6–4, 6–4          |
| Monte Carlo  | Rafael Nadal        | Roger Federer       | 6–2, 6–7(2–7), 6–3, 7–6(7–5)           | Jonas Björkman Max Mirny      | Fabrice Santoro Nenad Zimonjić | 6–2, 7–6(7–2)     |
| Roma         | Rafael Nadal        | Roger Federer       | 6–7(0–7), 7–6(7–5), 6–4, 2–6, 7–6(7–5) | Mark Knowles Daniel Nestor    | Jonathan Erlich Andy Ram       | 6–4, 5–7, [13–11] |
| Amburgo      | Tommy Robredo       | Radek Stepanek      | 6–1, 6–3, 6–3                          | Paul Hanley Kevin Ullyett     | Mark Knowles Daniel Nestor     | 6–2, 7–6(10–8)    |
| Toronto      | Roger Federer       | Richard Gasquet     | 2–6, 6–3, 6–2                          | Bob Bryan Mike Bryan          | Paul Hanley Kevin Ullyett      | 6–3, 7–5          |
| Cincinnati   | Andy Roddick        | Juan Carlos Ferrero | 6–3, 6–4                               | Jonas Björkman Max Mirny      | Bob Bryan Mike Bryan           | 7–6, 6–4          |
| Madrid       | Roger Federer       | Fernando Gonzalez   | 7–5, 6–1, 6–0                          | Bob Bryan Mike Bryan          | Mark Knowles Daniel Nestor     | 7–5, 6–4          |
| Parigi       | Nikolaj Davydenko   | Dominik Hrbatý      | 6–1, 6–2, 6–2                          | Arnaud Clément Michaël Llodra | Fabrice Santoro Nenad Zimonjić | 7–6(7–4), 6–2     |

### 2005
| Torneo       | Vincitore singolare | Finalista singolare | Punteggio                         | Vincitori doppio               | Finalisti doppio               | Punteggio          |
| ------------ | ------------------- | ------------------- | --------------------------------- | ------------------------------ | ------------------------------ | ------------------ |
| Indian Wells | Roger Federer       | Lleyton Hewitt      | 6–2, 6–4, 6–4                     | Mark Knowles Daniel Nestor     | Wayne Arthurs Paul Hanley      | 7–6, 7–6           |
| Miami        | Roger Federer       | Rafael Nadal        | 2–6, 6–7(4–7), 7–6(7–5), 6–3, 6–1 | Jonas Björkman Max Mirny       | Wayne Black Kevin Ullyett      | 6–1, 6–2           |
| Monte Carlo  | Rafael Nadal        | Guillermo Coria     | 6–3, 6–1, 0–6, 7–5                | Leander Paes Nenad Zimonjić    | Bob Bryan Mike Bryan           | W/O                |
| Roma         | Rafael Nadal        | Guillermo Coria     | 6–4, 3–6, 6–3, 4–6, 7–6(8–6)      | Fabrice Santoro Michaël Llodra | Bob Bryan Mike Bryan           | 7–5, 6–4           |
| Amburgo      | Roger Federer       | Richard Gasquet     | 6–3, 7–5, 7–6(7–4)                | Jonas Björkman Max Mirny       | Fabrice Santoro Michaël Llodra | 6–2, 6–3           |
| Montréal     | Rafael Nadal        | Andre Agassi        | 6–3, 4–6, 6–2                     | Wayne Black Kevin Ullyett      | Jonathan Erlich Andy Ram       | 6–7(5–7), 6–3, 6–0 |
| Cincinnati   | Roger Federer       | Andy Roddick        | 6–3, 7–5                          | Jonas Björkman Max Mirny       | Wayne Black Kevin Ullyett      | 6–4, 5–7, 6–2      |
| Madrid       | Rafael Nadal        | Ivan Ljubičić       | 3–6, 2–6, 6–3, 6–4, 7–6(7–3)      | Mark Knowles Daniel Nestor     | Leander Paes Nenad Zimonjić    | 3–6, 6–3, 6–2      |
| Parigi       | Tomáš Berdych       | Ivan Ljubičić       | 6–3, 6–4, 3–6, 4–6, 6–4           | Bob Bryan Mike Bryan           | Mark Knowles Daniel Nestor     | 6–4, 6–7(3–7), 6–4 |

### 2004
| Torneo       | Vincitore singolare | Finalista singolare | Punteggio               | Vincitori doppio                  | Finalisti doppio               | Punteggio     |
| ------------ | ------------------- | ------------------- | ----------------------- | --------------------------------- | ------------------------------ | ------------- |
| Indian Wells | Roger Federer       | Tim Henman          | 6–3, 6–3                | Arnaud Clément Sébastien Grosjean | Wayne Black Kevin Ullyett      | 6–3, 4–6, 7–5 |
| Miami        | Andy Roddick        | Guillermo Coria     | 6–7(2–7), 6–3, 6–1 rit. | Wayne Black Kevin Ullyett         | Jonas Björkman Todd Woodbridge | 6–2, 7–6      |
| Monte Carlo  | Guillermo Coria     | Rainer Schüttler    | 6–2, 6–1, 6–3           | Tim Henman Nenad Zimonjić         | Gastón Etlis Martín Rodríguez  | 7–5, 6–4      |
| Roma         | Carlos Moyà         | David Nalbandian    | 6–3, 6–3, 6–1           | Mahesh Bhupathi Max Mirny         | Wayne Arthurs Paul Hanley      | 1–6, 6–4, 7–6 |
| Amburgo      | Roger Federer       | Guillermo Coria     | 4–6, 6–4, 6–2, 6–3      | Wayne Black Kevin Ullyett         | Bob Bryan Mike Bryan           | 6–1, 6–2      |
| Toronto      | Roger Federer       | Andy Roddick        | 7–5, 6–3                | Mahesh Bhupathi Leander Paes      | Jonas Björkman Max Mirny       | 6–4, 6–2      |
| Cincinnati   | Andre Agassi        | Lleyton Hewitt      | 6–3, 3–6, 6–2           | Mark Knowles Daniel Nestor        | Jonas Björkman Todd Woodbridge | 7–6, 6–3      |
| Madrid       | Marat Safin         | David Nalbandian    | 6–2, 6–4, 6–3           | Mark Knowles Daniel Nestor        | Wayne Black Kevin Ullyett      | 6–3, 6–4      |
| Parigi       | Marat Safin         | Radek Stepanek      | 6–3, 7–6(7–5), 6–3      | Jonas Björkman Todd Woodbridge    | Bob Bryan Mike Bryan           | 6–3, 6–4      |

### 2003
| Torneo       | Vincitore singolare | Finalista singolare | Punteggio               | Vincitori doppio                  | Finalisti doppio               | Punteggio     |
| ------------ | ------------------- | ------------------- | ----------------------- | --------------------------------- | ------------------------------ | ------------- |
| Indian Wells | Lleyton Hewitt      | Gustavo Kuerten     | 6–1, 6–1                | Wayne Ferreira Yevgeny Kafelnikov | Bob Bryan Mike Bryan           | 6–1, 6–4      |
| Miami        | Andre Agassi        | Carlos Moyà         | 6–3, 6–3                | Roger Federer Max Mirny           | Leander Paes David Rikl        | 7–5, 6–3      |
| Monte Carlo  | Juan Carlos Ferrero | Guillermo Coria     | 6–2, 6–2                | Mahesh Bhupathi Max Mirny         | Fabrice Santoro Michaël Llodra | 4–6, 7–5, 6–2 |
| Roma         | Félix Mantilla      | Roger Federer       | 7–5, 6–2, 7–6(10–8)     | Wayne Arthurs Paul Hanley         | Fabrice Santoro Michaël Llodra | 7–5, 7–6      |
| Amburgo      | Guillermo Coria     | Agustín Calleri     | 6–3, 6–4, 6–4           | Mark Knowles Daniel Nestor        | Mahesh Bhupathi Max Mirny      | 6–4, 6–4      |
| Montréal     | Andy Roddick        | David Nalbandian    | 6–1, 6–3                | Mahesh Bhupathi Max Mirny         | Jonas Björkman Todd Woodbridge | 6–3, 7–6(7–4) |
| Cincinnati   | Andy Roddick        | Mardy Fish          | 4–6, 7–6(7–3), 7–6(7–4) | Bob Bryan Mike Bryan              | Wayne Arthurs Paul Hanley      | 7–6, 6–4      |
| Madrid       | Juan Carlos Ferrero | Nicolás Massú       | 6–3, 6–4, 6–3           | Mahesh Bhupathi Max Mirny         | Wayne Black Kevin Ullyett      | 6–2, 2–6, 6–3 |
| Parigi       | Tim Henman          | Andrei Pavel        | 6–2, 7–6(8–6), 7–6(7–2) | Wayne Arthurs Paul Hanley         | Fabrice Santoro Michaël Llodra | 6–3, 1–6, 6–3 |

### 2002
| Torneo       | Vincitore singolare | Finalista singolare | Punteggio          | Vincitori doppio               | Finalisti doppio                 | Punteggio          |
| ------------ | ------------------- | ------------------- | ------------------ | ------------------------------ | -------------------------------- | ------------------ |
| Indian Wells | Lleyton Hewitt      | Tim Henman          | 6–1, 6–2           | Mark Knowles Daniel Nestor     | Roger Federer Max Mirny          | 6–4, 6–4           |
| Miami        | Andre Agassi        | Roger Federer       | 6–3, 6–3, 3–6, 6–4 | Mark Knowles Daniel Nestor     | Donald Johnson Jared Palmer      | 6–3, 3–6, 6–1      |
| Monte Carlo  | Juan Carlos Ferrero | Carlos Moyà         | 7–5, 6–3, 6–4      | Jonas Björkman Todd Woodbridge | Paul Haarhuis Yevgeny Kafelnikov | 6–3, 3–6, [10–7]   |
| Roma         | Andre Agassi        | Tommy Haas          | 6–3, 6–3, 6–0      | Martin Damm Cyril Suk          | Wayne Black Kevin Ullyett        | 7–5, 7–5           |
| Amburgo      | Roger Federer       | Marat Safin         | 6–1, 6–3, 6–4      | Mahesh Bhupathi Max Mirny      | Jonas Björkman Todd Woodbridge   | 6–2, 6–4           |
| Toronto      | Guillermo Cañas     | Andy Roddick        | 6–4, 7–5           | Bob Bryan Mike Bryan           | Mark Knowles Daniel Nestor       | 4–6, 7–6(7–1), 6–3 |
| Cincinnati   | Carlos Moyà         | Lleyton Hewitt      | 7–5, 7–6(7–5)      | James Blake Todd Martin        | Mahesh Bhupathi Max Mirny        | 7–5, 6–3           |
| Madrid       | Andre Agassi        | Jiří Novák          | W/O                | Mark Knowles Daniel Nestor     | Mahesh Bhupathi Max Mirny        | 6–3, 5–7, 6–0      |
| Parigi       | Marat Safin         | Lleyton Hewitt      | 7–6(7–4), 6–0, 6–4 | Nicolas Escudé Fabrice Santoro | Gustavo Kuerten Cédric Pioline   | 6–3, 6–3           |

### 2001
| Torneo       | Vincitore singolare | Finalista singolare | Punteggio                    | Vincitori doppio                  | Finalisti doppio               | Punteggio          |
| ------------ | ------------------- | ------------------- | ---------------------------- | --------------------------------- | ------------------------------ | ------------------ |
| Indian Wells | Andre Agassi        | Pete Sampras        | 7–6(7–5), 7–5, 6–1           | Wayne Ferreira Yevgeny Kafelnikov | Jonas Björkman Todd Woodbridge | 6–2, 7–5           |
| Miami        | Andre Agassi        | Jan-Michael Gambill | 7–6(7–4), 6–1, 6–0           | Jiří Novák David Rikl             | Jonas Björkman Todd Woodbridge | 7–5, 7–6           |
| Monte Carlo  | Gustavo Kuerten     | Hicham Arazi        | 6–3, 6–2, 6–4                | Jonas Björkman Todd Woodbridge    | Joshua Eagle Andrew Florent    | 3–6, 6–4, 6–2      |
| Roma         | Juan Carlos Ferrero | Gustavo Kuerten     | 3–6, 6–1, 2–6, 6–4, 6–2      | Wayne Ferreira Yevgeny Kafelnikov | Daniel Nestor Sandon Stolle    | 6–4, 7–6           |
| Amburgo      | Albert Portas       | Juan Carlos Ferrero | 4–6, 6–2, 0–6, 7–6(7–5), 7–5 | Jonas Björkman Todd Woodbridge    | Daniel Nestor Sandon Stolle    | 7–6, 3–6, 6–3      |
| Montréal     | Andrei Pavel        | Patrick Rafter      | 7–6(7–3), 2–6, 6–3           | Jiří Novák David Rikl             | Donald Johnson Jared Palmer    | 6–4, 3–6, 6–3      |
| Cincinnati   | Gustavo Kuerten     | Patrick Rafter      | 6–1, 6–3                     | Mahesh Bhupathi Leander Paes      | Martin Damm David Prinosil     | 7–6, 6–3           |
| Stoccarda    | Tommy Haas          | Max Mirny           | 6–2, 6–2, 6–2                | Max Mirny Sandon Stolle           | Ellis Ferreira Jeff Tarango    | 7–6, 6–3           |
| Parigi       | Sébastien Grosjean  | Yevgeny Kafelnikov  | 7–6(7–3), 6–1, 6–7(5–7), 6–4 | Ellis Ferreira Rick Leach         | Mahesh Bhupathi Leander Paes   | 5–7, 7–6(7–2), 6–4 |

### 2000
| Torneo       | Vincitore singolare | Finalista singolare | Punteggio                             | Vincitori doppio                  | Finalisti doppio                  | Punteggio     |
| ------------ | ------------------- | ------------------- | ------------------------------------- | --------------------------------- | --------------------------------- | ------------- |
| Indian Wells | Àlex Corretja       | Thomas Enqvist      | 6–4, 6–4, 6–3                         | Alex O'Brien Jared Palmer         | Paul Haarhuis Sandon Stolle       | 6–4, 7–6      |
| Miami        | Pete Sampras        | Gustavo Kuerten     | 6–1, 6–7(2–7), 7–6(7–5), 7–6(10–8)    | Todd Woodbridge Mark Woodforde    | Martin Damm Dominik Hrbatý        | 6–3, 6–4      |
| Monte Carlo  | Cédric Pioline      | Dominik Hrbatý      | 6–3, 7–6(7–3), 7–6(8–6)               | Wayne Ferreira Yevgeny Kafelnikov | Paul Haarhuis Sandon Stolle       | 6–3, 2–6, 6–1 |
| Roma         | Magnus Norman       | Gustavo Kuerten     | 6–3, 4–6, 6–4, 6–4                    | Martin Damm Dominik Hrbatý        | Wayne Ferreira Yevgeny Kafelnikov | 6–4, 4–6, 6–3 |
| Amburgo      | Gustavo Kuerten     | Marat Safin         | 6–4, 5–7, 6–4, 5–7, 7–6(7–3)          | Todd Woodbridge Mark Woodforde    | Wayne Arthurs Sandon Stolle       | 6–7, 6–4, 6–3 |
| Toronto      | Marat Safin         | Harel Levy          | 6–2, 6–3                              | Sébastien Lareau Daniel Nestor    | Joshua Eagle Andrew Florent       | 6–3, 7–6      |
| Cincinnati   | Thomas Enqvist      | Tim Henman          | 7–6(7–5), 6–4                         | Todd Woodbridge Mark Woodforde    | Ellis Ferreira Rick Leach         | 7–6, 6–4      |
| Stoccarda    | Wayne Ferreira      | Lleyton Hewitt      | 7–6(8–6),3–6, 6–7(5–7), 7–6(7–2), 6–2 | Jiří Novák David Rikl             | Donald Johnson Piet Norval        | 6–2, 6–2      |
| Parigi       | Marat Safin         | Mark Philippoussis  | 3–6, 7–6(9–7), 6–4, 3–6, 7–6(10–8)    | Nicklas Kulti Max Mirny           | Paul Haarhuis Daniel Nestor       | 7–6(8–6), 7–5 |

### 1999
| Torneo       | Vincitore singolare | Finalista singolare | Punteggio                         | Vincitori doppio               | Finalisti doppio                  | Punteggio     |
| ------------ | ------------------- | ------------------- | --------------------------------- | ------------------------------ | --------------------------------- | ------------- |
| Indian Wells | Mark Philippoussis  | Carlos Moyà         | 5–7, 6–4, 6–4, 4–6, 6–2           | Wayne Black Sandon Stolle      | Ellis Ferreira Rick Leach         | 6–3, 6–4      |
| Miami        | Richard Krajicek    | Sébastien Grosjean  | 4–6, 6–1, 6–2, 7–5                | Wayne Black Sandon Stolle      | Boris Becker Jan-Michael Gambill  | 6–1, 6–1      |
| Monte Carlo  | Gustavo Kuerten     | Marcelo Ríos        | 6–4, 2–1 rit.                     | Olivier Delaître Tim Henman    | Jiří Novák David Rikl             | 3–6, 6–4, 6–2 |
| Amburgo      | Marcelo Ríos        | Mariano Zabaleta    | 6–7(5–7), 7–5, 5–7, 7–6(7–5), 6–2 | Wayne Arthurs Andrew Kratzmann | Paul Haarhuis Jared Palmer        | 4–6, 7–6, 6–4 |
| Roma         | Gustavo Kuerten     | Patrick Rafter      | 6–4, 7–5, 7–6(8–6)                | Ellis Ferreira Rick Leach      | David Adams John–Laffnie de Jager | 6–7, 6–1, 6–2 |
| Montréal     | Thomas Johansson    | Yevgeny Kafelnikov  | 1–6, 6–3, 6–3                     | Jonas Björkman Patrick Rafter  | Byron Black Wayne Ferreira        | 7–6, 6–4      |
| Cincinnati   | Pete Sampras        | Patrick Rafter      | 7–6(9–7), 6–3                     | Jonas Björkman Byron Black     | Todd Woodbridge Mark Woodforde    | 6–1, 2–6, 7–6 |
| Stoccarda    | Thomas Enqvist      | Richard Krajicek    | 6–1, 6–4, 5–7, 7–5                | Jonas Björkman Byron Black     | David Adams John–Laffnie de Jager | 6–3, 6–4      |
| Parigi       | Andre Agassi        | Marat Safin         | 7–6(7–1), 6–2, 4–6, 6–4           | Sébastien Lareau Alex O'Brien  | Paul Haarhuis Jared Palmer        | 6–1, 6–3      |

### 1998
| Torneo       | Vincitore singolare | Finalista singolare | Punteggio                      | Vincitori doppio                 | Finalisti doppio                 | Punteggio     |
| ------------ | ------------------- | ------------------- | ------------------------------ | -------------------------------- | -------------------------------- | ------------- |
| Indian Wells | Marcelo Ríos        | Greg Rusedski       | 6–3, 6–7(15–17), 7–6(7–4), 6–4 | Jonas Björkman Patrick Rafter    | Todd Martin Richey Reneberg      | 6–0, 6–3      |
| Miami        | Marcelo Ríos        | Andre Agassi        | 7–5, 6–3, 6–4                  | Ellis Ferreira Rick Leach        | Alex O'Brien Jonathan Stark      | 6–2, 6–4      |
| Monte Carlo  | Carlos Moyà         | Cédric Pioline      | 6–3, 6–0, 7–5                  | Paul Haarhuis Jacco Eltingh      | Todd Woodbridge Mark Woodforde   | 6–4, 6–2      |
| Amburgo      | Albert Costa        | Àlex Corretja       | 6–2, 6–0, 1–0 rit.             | Donald Johnson Francisco Montana | David Adams Brett Steven         | 6–4, 6–4      |
| Roma         | Marcelo Ríos        | Albert Costa        | W/O                            | Mahesh Bhupathi Leander Paes     | Ellis Ferreira Rick Leach        | 6–4, 4–6, 7–6 |
| Toronto      | Patrick Rafter      | Richard Krajicek    | 7–6(7–3), 6–4                  | Martin Damm Jim Grabb            | Ellis Ferreira Rick Leach        | 6–7, 6–2 7–6  |
| Cincinnati   | Patrick Rafter      | Pete Sampras        | 1–6, 7–6(7–2), 6–4             | Mark Knowles Daniel Nestor       | Olivier Delaître Fabrice Santoro | 6–7, 6–4, 6–4 |
| Stoccarda    | Richard Krajicek    | Yevgeny Kafelnikov  | 6–4, 6–3, 6–3                  | Sébastien Lareau Alex O'Brien    | Mahesh Bhupathi Leander Paes     | 4–6, 6–3, 7–5 |
| Parigi       | Greg Rusedski       | Pete Sampras        | 6–4, 7–6(7–4), 6–3             | Mahesh Bhupathi Leander Paes     | Jacco Eltingh Paul Haarhuis      | 7–6, 7–6      |

### 1997
| Torneo       | Vincitore singolare | Finalista singolare | Punteggio          | Vincitori doppio                 | Finalisti doppio                  | Punteggio     |
| ------------ | ------------------- | ------------------- | ------------------ | -------------------------------- | --------------------------------- | ------------- |
| Indian Wells | Michael Chang       | Bohdan Ulihrach     | 4–6, 6–3, 6–4, 6–3 | Mark Knowles Daniel Nestor       | Mark Philippoussis Patrick Rafter | 7–5, 6–4      |
| Miami        | Thomas Muster       | Sergi Bruguera      | 7–6(8–6), 6–3, 6–1 | Todd Woodbridge Mark Woodforde   | Mark Knowles Daniel Nestor        | 7–6, 7–6      |
| Monte Carlo  | Marcelo Ríos        | Àlex Corretja       | 6–4, 6–3, 6–3      | Donald Johnson Francisco Montana | Jacco Eltingh Paul Haarhuis       | 6–4, 6–4      |
| Amburgo      | Andriy Medvedev     | Félix Mantilla      | 6–0, 6–4, 6–2      | Luis Lobo Javier Sánchez         | Neil Broad Piet Norval            | 6–2, 3–6, 6–4 |
| Roma         | Àlex Corretja       | Marcelo Ríos        | 7–5, 7–5, 6–3      | Mark Knowles Daniel Nestor       | Byron Black Alex O'Brien          | 6–3, 4–6, 7–5 |
| Montréal     | Chris Woodruff      | Gustavo Kuerten     | 7–5, 4–6, 6–3      | Mahesh Bhupathi Leander Paes     | Sébastien Lareau Alex O'Brien     | 4–6, 6–3, 6–4 |
| Cincinnati   | Pete Sampras        | Thomas Musterl      | 6–3, 6–4           | Todd Woodbridge Mark Woodforde   | Mark Philippoussis Patrick Rafter | 6–4, 6–2      |
| Stoccarda    | Petr Korda          | Richard Krajicek    | 7–6(8–6), 6–2, 6–4 | Todd Woodbridge Mark Woodforde   | Rick Leach Jonathan Stark         | 7–6, 7–6      |
| Parigi       | Pete Sampras        | Jonas Björkman      | 6–3, 4–6, 6–3, 6–1 | Jacco Eltingh Paul Haarhuis      | Rick Leach Jonathan Stark         | 6–2, 6–4      |

### 1996
| Torneo       | Vincitore singolare | Finalista singolare | Punteggio               | Vincitori doppio                | Finalisti doppio                 | Punteggio     |
| ------------ | ------------------- | ------------------- | ----------------------- | ------------------------------- | -------------------------------- | ------------- |
| Indian Wells | Michael Chang       | Paul Haarhuis       | 7–5, 6–1, 6–1           | Todd Woodbridge Mark Woodforde  | Brian MacPhie Michael Tebbutt    | 6–3, 6–4      |
| Miami        | Andre Agassi        | Goran Ivanišević    | 3–0 rit.                | Todd Woodbridge Mark Woodforde  | Ellis Ferreira Patrick Galbraith | 6–1, 6–3      |
| Monte Carlo  | Thomas Muster       | Albert Costa        | 6–3, 5–7, 4–6, 6–3, 6–2 | Ellis Ferreira Jan Siemerink    | Jonas Björkman Nicklas Kulti     | 6–2, 6–7, 6–2 |
| Amburgo      | Roberto Carretero   | Àlex Corretja       | 2–6, 6–4, 6–4, 6–4      | Mark Knowles Daniel Nestor      | Guy Forget Jakob Hlasek          | 6–4, 7–6      |
| Roma         | Thomas Muster       | Richard Krajicek    | 6–2, 6–4, 3–6, 6–3      | Byron Black Grant Connell       | Libor Pimek Byron Talbot         | 6–2, 6–3      |
| Cincinnati   | Andre Agassi        | Michael Chang       | 7–6(7–4), 6–4           | Mark Knowles Daniel Nestor      | Sandon Stolle Cyril Suk          | 6–2, 7–5      |
| Toronto      | Wayne Ferreira      | Todd Woodbridge     | 6–2, 6–4                | Patrick Galbraith Paul Haarhuis | Mark Knowles Daniel Nestor       | 7–6, 6–3      |
| Stoccarda    | Boris Becker        | Pete Sampras        | 3–6, 6–3, 3–6, 6–3, 6–4 | Sébastien Lareau Alex O'Brien   | Jacco Eltingh Paul Haarhuis      | 6–4, 6–4      |
| Parigi       | Thomas Enqvist      | Yevgeny Kafelnikov  | 6–2, 6–4, 7–5           | Jacco Eltingh Paul Haarhuis     | Yevgeny Kafelnikov Daniel Vacek  | 6–2, 6–4      |

### 1995
| Torneo       | Vincitore singolare | Finalista singolare | Punteggio                    | Vincitori doppio                    | Finalisti doppio                                  | Punteggio     |
| ------------ | ------------------- | ------------------- | ---------------------------- | ----------------------------------- | ------------------------------------------------- | ------------- |
| Indian Wells | Pete Sampras        | Andre Agassi        | 7–5, 6–3, 7–5                | Tommy Ho Brett Steven               | Gary Muller Piet Norval                           | 7–6, 6–7, 6–4 |
| Miami        | Andre Agassi        | Pete Sampras        | 3–6, 6–2, 7–6(7–4)           | Todd Woodbridge Mark Woodforde      | Jim Grabb Patrick McEnroe                         | 6–3, 7–6      |
| Monte Carlo  | Thomas Muster       | Boris Becker        | 4–6, 5–7, 6–1, 7–6(8–6), 6–0 | Jacco Eltingh Paul Haarhuis         | Luis Lobo Javier Sánchez                          | 6–1, 6–2      |
| Amburgo      | Andriy Medvedev     | Goran Ivanišević    | 6–3, 6–2, 6–1                | Wayne Ferreira Yevgeny Kafelnikov   | Byron Black Andrei Olhovskiy                      | 7–6, 6–0      |
| Roma         | Thomas Muster       | Sergi Bruguera      | 3–6, 7–6(7–5), 6–2, 6–3      | Cyril Suk Daniel Vacek              | Jan Apell Jonas Björkman                          | 6–3, 6–4      |
| Montréal     | Andre Agassi        | Pete Sampras        | 3–6, 6–2, 6–3                | Yevgeny Kafelnikov Andrei Olhovskiy | Brian MacPhie [[Michael Tebbutt\|]] Sandon Stolle | 6–4, 6–4      |
| Cincinnati   | Andre Agassi        | Michael Chang       | 7–5, 6–2                     | Todd Woodbridge Mark Woodforde      | Mark Knowles Daniel Nestor                        | 6–4, 6–4      |
| Essen        | Thomas Muster       | MaliVai Washington  | 7–6(8–6), 2–6, 6–3, 6–4      | Jacco Eltingh Paul Haarhuis         | Cyril Suk Daniel Vacek                            | 7–5, 6–7, 6–4 |
| Parigi       | Pete Sampras        | Boris Becker        | 7–6(7–5), 6–4, 6–4           | Grant Connell Patrick Galbraith     | Jim Grabb Todd Martin                             | 6–3, 7–6      |

### 1994
| Torneo       | Vincitore singolare | Finalista singolare | Punteggio               | Vincitori doppio                | Finalisti doppio                | Punteggio     |
| ------------ | ------------------- | ------------------- | ----------------------- | ------------------------------- | ------------------------------- | ------------- |
| Indian Wells | Pete Sampras        | Petr Korda          | 4–6, 6–3, 3–6, 6–3, 6–2 | Grant Connell Patrick Galbraith | Byron Black Jonathan Stark      | 7–6, 6–7, 6–4 |
| Miami        | Pete Sampras        | Andre Agassi        | 5–7, 6–3, 6–3           | Jacco Eltingh Paul Haarhuis     | Mark Knowles Jared Palmer       | 6–3, 7–6      |
| Monte Carlo  | Andriy Medvedev     | Sergi Bruguera      | 7–5, 6–1, 6–3           | Nicklas Kulti Magnus Larsson    | Yevgeny Kafelnikov Daniel Vacek | 6–1, 6–2      |
| Amburgo      | Andriy Medvedev     | Yevgeny Kafelnikov  | 6–4, 6–4, 3–6, 6–3      | Scott Melville Piet Norval      | Henrik Holm Anders Järryd       | 7–6, 6–0      |
| Roma         | Pete Sampras        | Boris Becker        | 6–1, 6–2, 6–2           | Yevgeny Kafelnikov David Rikl   | Wayne Ferreira Javier Sánchez   | 6–3, 6–4      |
| Toronto      | Andre Agassi        | Jason Stoltenberg   | 6–4, 6–4                | Byron Black Jonathan Stark      | Jared Palmer Patrick McEnroe    | 6–4, 6–4      |
| Cincinnati   | Michael Chang       | Stefan Edberg       | 6–2, 7–5                | Alex O'Brien Sandon Stolle      | Wayne Ferreira Andrew Kratzmann | 6–4, 6–4      |
| Stoccolma    | Boris Becker        | Goran Ivanišević    | 4–6, 6–4, 6–3, 7–6(7–4) | Todd Woodbridge Mark Woodforde  | Jan Apell Jonas Björkman        | 7–5, 6–7, 6–4 |
| Parigi       | Andre Agassi        | Marc Rosset         | 6–3, 6–3, 4–6, 7–5      | Jacco Eltingh Paul Haarhuis     | Byron Black Jonathan Stark      | 6–3, 7–6      |

### 1993
| Torneo       | Vincitore singolare | Finalista singolare | Punteggio                    | Vincitori doppio               | Finalisti doppio                | Punteggio     |
| ------------ | ------------------- | ------------------- | ---------------------------- | ------------------------------ | ------------------------------- | ------------- |
| Indian Wells | Jim Courier         | Wayne Ferreira      | 6–3, 6–3, 6–1                | Guy Forget Henri Leconte       | Luke Jensen Scott Melville      | 4–6, 6–2, 7–6 |
| Miami        | Pete Sampras        | MaliVai Washington  | 6–3, 6–2                     | Richard Krajicek Jan Siemerink | Patrick McEnroe Jonathan Stark  | 6–7, 6–4, 7–6 |
| Monte Carlo  | Sergi Bruguera      | Cédric Pioline      | 7–6(7–2), 6–0                | Stefan Edberg Petr Korda       | Mark Koevermans Paul Haarhuis   | 6–2, 2–6, 7–5 |
| Amburgo      | Michael Stich       | Andrei Chesnokov    | 6–3, 6–7(1–7), 7–6(9–7), 6–4 | Mark Koevermans Paul Haarhuis  | Grant Connell Patrick Galbraith | 6–4, 6–7, 7–6 |
| Roma         | Jim Courier         | Goran Ivanišević    | 6–1, 6–2, 6–2                | Jacco Eltingh Paul Haarhuis    | Wayne Ferreira Andrew Kratzmann | 6–4, 7–6      |
| Montréal     | Mikael Pernfors     | Todd Martin         | 2–6, 6–2, 7–5                | Jim Courier Mark Knowles       | Glenn Michibata David Pate      | 6–4, 7–6      |
| Cincinnati   | Michael Chang       | Stefan Edberg       | 7–5, 0–6, 6–4                | Andre Agassi Petr Korda        | Stefan Edberg Henrik Holm       | 6–4, 7–6      |
| Stoccolma    | Michael Stich       | Goran Ivanišević    | 4–6, 7–6(8–6), 7–6(7–3), 6–2 | Todd Woodbridge Mark Woodforde | Gary Muller Danie Visser        | 7–6, 5–7, 7–6 |
| Parigi       | Goran Ivanišević    | Andriy Medvedev     | 6–4, 6–2, 7–6(7–2)           | Byron Black Jonathan Stark     | Tom Nijssen Cyril Suk           | 7–6, 6–4      |

### 1992
| Torneo       | Vincitore singolare | Finalista singolare | Punteggio                    | Vincitori doppio               | Finalisti doppio                | Punteggio     |
| ------------ | ------------------- | ------------------- | ---------------------------- | ------------------------------ | ------------------------------- | ------------- |
| Indian Wells | Michael Chang       | Andrei Chesnokov    | 6–3, 6–4, 7–5                | Steve DeVries David Macpherson | Kent Kinnear Sven Salumaa       | 6–3, 2–6, 6–4 |
| Miami        | Michael Chang       | Alberto Mancini     | 7–5, 7–5                     | Ken Flach Todd Witsken         | Kent Kinnear Sven Salumaa       | 6–4, 6–3      |
| Monte Carlo  | Thomas Muster       | Aaron Krickstein    | 6–3, 6–1, 6–3                | Boris Becker Michael Stich     | Petr Korda Karel Nováček        | 3–6, 6–1, 6–4 |
| Amburgo      | Stefan Edberg       | Michael Stich       | 5–7, 6–4, 6–1                | Sergio Casal Emilio Sánchez    | Carl-Uwe Steeb Michael Stich    | 6–3, 3–6, 6–4 |
| Roma         | Jim Courier         | Carlos Costa        | 7–6(7–3), 6–0, 6–4           | Jakob Hlasek Marc Rosset       | Wayne Ferreira Andrew Kratzmann | 6–4, 3–6, 6–1 |
| Toronto      | Andre Agassi        | Ivan Lendl          | 3–6, 6–2, 6–0                | Patrick Galbraith Danie Visser | Andre Agassi John McEnroe       | 6–4, 6–4      |
| Cincinnati   | Pete Sampras        | Ivan Lendl          | 6–3, 3–6, 6–3                | Todd Woodbridge Mark Woodforde | Patrick McEnroe Jonathan Stark  | 7–6, 6–4      |
| Stoccolma    | Goran Ivanišević    | Guy Forget          | 7–6(7–2), 4–6, 7–6(7–5), 6–2 | Todd Woodbridge Mark Woodforde | Steve DeVries David Macpherson  | 6–4, 6–4      |
| Parigi       | Boris Becker        | Guy Forget          | 7–6(7–3), 6–3, 3–6, 6–3      | John McEnroe Patrick McEnroe   | Patrick Galbraith Danie Visser  | 7–6, 6–3      |

### 1991
| Torneo       | Vincitore singolare | Finalista singolare | Punteggio                     | Vincitori doppio                | Finalisti doppio              | Punteggio     |
| ------------ | ------------------- | ------------------- | ----------------------------- | ------------------------------- | ----------------------------- | ------------- |
| Indian Wells | Jim Courier         | Guy Forget          | 4–6, 6–3, 4–6, 6–3, 7–6(7–4)  | Jim Courier Javier Sánchez      | Guy Forget Henri Leconte      | 7–6, 6–1      |
| Miami        | Jim Courier         | David Wheaton       | 4–6, 6–3, 6–4                 | Wayne Ferreira Piet Norval      | Ken Flach Robert Seguso       | 5–7, 7–6, 6–2 |
| Monte Carlo  | Sergi Bruguera      | Boris Becker        | 5–7, 6–4, 7–6(8–6), 7–6(7–4)  | Luke Jensen Laurie Warder       | Mark Koevermans Paul Haarhuis | 6–4, 6–3      |
| Amburgo      | Karel Nováček       | Magnus Gustafsson   | 6–3, 6–3, 5–7, 0–6, 6–1       | Sergio Casal Emilio Sánchez     | Cássio Motta Danie Visser     | 7–6, 7–6      |
| Roma         | Emilio Sánchez      | Alberto Mancini     | 6–3, 6–1, 3–0 rit.            | Omar Camporese Goran Ivanišević | Luke Jensen Laurie Warder     | 6–2, 6–3      |
| Montréal     | Andrei Chesnokov    | Petr Korda          | 3–6, 6–4, 6–3                 | Patrick Galbraith Todd Witsken  | Grant Connell Glenn Michibata | 6–4, 3–6, 6–1 |
| Cincinnati   | Guy Forget          | Pete Sampras        | 2–6, 7–6(7–4), 6–4            | Ken Flach Robert Seguso         | Grant Connell Glenn Michibata | 6–3, 6–4      |
| Stoccolma    | Boris Becker        | Stefan Edberg       | 3–6, 6–4, 1–6, 6–2, 6–2       | John Fitzgerald Anders Järryd   | Tom Nijssen Cyril Suk         | 7–5, 6–3      |
| Parigi       | Guy Forget          | Pete Sampras        | 7–6(11–9), 4–6, 5–7, 6–4, 6–4 | John Fitzgerald Anders Järryd   | Kelly Jones Rick Leach        | 7–6, 6–4      |

### 1990
| Torneo       | Vincitore singolare | Finalista singolare | Punteggio                    | Vincitori doppio             | Finalisti doppio              | Punteggio     |
| ------------ | ------------------- | ------------------- | ---------------------------- | ---------------------------- | ----------------------------- | ------------- |
| Indian Wells | Stefan Edberg       | Andre Agassi        | 6–4, 5–7, 7–6(7–1), 7–6(8–6) | Boris Becker Guy Forget      | Jim Grabb Patrick McEnroe     | 6–4, 6–3      |
| Miami        | Andre Agassi        | Stefan Edberg       | 6–1, 6–4, 0–6, 6–2           | Rick Leach Jim Pugh          | Boris Becker Cássio Motta     | 6–3, 6–4      |
| Monte Carlo  | Andrei Chesnokov    | Thomas Muster       | 7–5, 6–3, 6–3                | Petr Korda Tomáš Šmíd        | Andrés Gómez Javier Sánchez   | 6–2, 6–1      |
| Amburgo      | Juan Aguilera       | Boris Becker        | 6–1, 6–0, 7–6(9–7)           | Sergi Bruguera Jim Courier   | Udo Riglewski Michael Stich   | 4–6, 6–1, 7–6 |
| Roma         | Thomas Muster       | Andrei Chesnokov    | 6–1, 6–3, 6–1                | Sergio Casal Emilio Sánchez  | Jim Courier Martin Davis      | 7–6, 7–5      |
| Toronto      | Michael Chang       | Jay Berger          | 4–6, 6–3, 7–6(7–2)           | Paul Annacone David Wheaton  | Broderick Dyke Peter Lundgren | 7–6, 6–1      |
| Cincinnati   | Stefan Edberg       | Brad Gilbert        | 6–1, 6–1                     | Darren Cahill Mark Kratzmann | Neil Broad Gary Muller        | 7–6, 6–4      |
| Stoccolma    | Boris Becker        | Stefan Edberg       | 6–4, 6–0, 6–3                | Guy Forget Jakob Hlasek      | John Fitzgerald Anders Järryd | 6–2, 6–3      |
| Parigi       | Stefan Edberg       | Boris Becker        | 3–3 rit.                     | Scott Davis David Pate       | Darren Cahill Mark Kratzmann  | 7–6, 7–6      |

## Classifiche per vittorie

### Singolare maschile
Tennisti dal 1990 con due o più titoli (ultimo aggiornamento 18 agosto 2025, Cincinnati).
| #  | Giocatore           | #  | IN | MI | MO | RO | MA | CA | CI | SH | PA | HA (1990-2008) | ST (1990-1994) | EU (1995-2001) | Anni           |
| -- | ------------------- | -- | -- | -- | -- | -- | -- | -- | -- | -- | -- | -------------- | -------------- | -------------- | -------------- |
| 1  | Novak Đoković       | 40 | 5  | 6  | 2  | 6  | 3  | 4  | 3  | 4  | 7  | -              | -              | -              | 2007-2023 (17) |
| 2  | Rafael Nadal        | 36 | 3  | -  | 11 | 10 | 5  | 5  | 1  | -  | -  | 1              | -              | -              | 2005-2021 (17) |
| 3  | Roger Federer       | 28 | 5  | 4  | -  | -  | 3  | 2  | 7  | 2  | 1  | 4              | -              | -              | 2002-2019 (18) |
| 4  | Andre Agassi        | 17 | 1  | 6  | -  | 1  | 1  | 3  | 3  | -  | 2  | -              | -              | -              | 1990-2004 (15) |
| 5  | Andy Murray         | 14 | -  | 2  | -  | 1  | 2  | 3  | 2  | 3  | 1  | -              | -              | -              | 2008-2016 (9)  |
| 6  | Pete Sampras        | 11 | 2  | 3  | -  | 1  | -  | -  | 3  | -  | 2  | -              | -              | -              | 1992-2000 (9)  |
| 7  | Thomas Muster       | 8  | -  | 1  | 3  | 3  | -  | -  | -  | -  | -  | -              | -              | 1              | 1990-1997 (8)  |
| 7  | Carlos Alcaraz      | 8  | 2  | 1  | 1  | 1  | 2  | -  | 1  | -  | -  | -              | -              | -              | 2022-2025 (4)  |
| 9  | Michael Chang       | 7  | 3  | 1  | -  | -  | -  | 1  | 2  | -  | -  | -              | -              | -              | 1990-1997 (8)  |
| 9  | Alexander Zverev    | 7  | -  | -  | -  | 2  | 2  | 1  | 1  | -  | 1  | -              | -              | -              | 2017-2024 (8)  |
| 11 | Daniil Medvedev     | 6  | -  | 1  | -  | 1  | -  | 1  | 1  | 1  | 1  | -              | -              | -              | 2019-2023 (5)  |
| 12 | Jim Courier         | 5  | 2  | 1  | -  | 2  | -  | -  | -  | -  | -  | -              | -              | -              | 1991-1993 (3)  |
| 12 | Boris Becker        | 5  | -  | -  | -  | -  | -  | -  | -  | -  | 1  | -              | 3              | 1              | 1990-1996 (7)  |
| 12 | Marcelo Ríos        | 5  | 1  | 1  | 1  | 1  | -  | -  | -  | -  | -  | 1              | -              | -              | 1997-1999 (3)  |
| 12 | Gustavo Kuerten     | 5  | -  | -  | 2  | 1  | -  | -  | 1  | -  | -  | 1              | -              | -              | 1999-2001 (3)  |
| 12 | Marat Safin         | 5  | -  | -  | -  | -  | 1  | 1  | -  | -  | 3  | -              | -              | -              | 2000-2004 (5)  |
| 12 | Andy Roddick        | 5  | -  | 2  | -  | -  | -  | 1  | 2  | -  | -  | -              | -              | -              | 2003-2010 (8)  |
| 18 | Stefan Edberg       | 4  | 1  | -  | -  | -  | -  | -  | 1  | -  | 1  | 1              | -              | -              | 1990-1992 (3)  |
| 18 | Andrij Medvedjev    | 4  | -  | -  | 1  | -  | -  | -  | -  | -  | -  | 3              | -              | -              | 1994-1997 (4)  |
| 18 | Juan Carlos Ferrero | 4  | -  | -  | 2  | 1  | 1  | -  | -  | -  | -  | -              | -              | -              | 2001-2004 (4)  |
| 18 | Jannik Sinner       | 4  | -  | 1  | -  | -  | -  | 1  | 1  | 1  | -  | -              | -              | -              | 2023-2024 (2)  |
| 22 | Thomas Enqvist      | 3  | -  | -  | -  | -  | -  | -  | 1  | -  | 1  | -              | -              | 1              | 1996-2000 (5)  |
| 22 | Carlos Moyá         | 3  | -  | -  | 1  | 1  | -  | -  | 1  | -  | -  | -              | -              | -              | 1998-2004 (7)  |
| 22 | Nikolaj Davydenko   | 3  | -  | 1  | -  | -  | -  | -  | -  | 1  | 1  | -              | -              | -              | 2006-2008 (3)  |
| 22 | Stefanos Tsitsipas  | 3  | -  | -  | 3  | -  | -  | -  | -  | -  | -  | -              | -              | -              | 2021-2024 (4)  |
| 26 | Andrej Česnokov     | 2  | -  | -  | 1  | -  | -  | 1  | -  | -  | -  | -              | -              | -              | 1990-1991 (2)  |
| 26 | Guy Forget          | 2  | -  | -  | -  | -  | -  | -  | 1  | -  | 1  | -              | -              | -              | 1991 (1)       |
| 26 | Sergi Bruguera      | 2  | -  | -  | 2  | -  | -  | -  | -  | -  | -  | -              | -              | -              | 1991-1993 (3)  |
| 26 | Michael Stich       | 2  | -  | -  | -  | -  | -  | -  | -  | -  | -  | 1              | 1              | -              | 1993 (1)       |
| 26 | Goran Ivanišević    | 2  | -  | -  | -  | -  | -  | -  | -  | -  | 1  | -              | 1              | -              | 1992-1993 (2)  |
| 26 | Patrick Rafter      | 2  | -  | -  | -  | -  | -  | 1  | 1  | -  | -  | -              | -              | -              | 1998 (1)       |
| 26 | Richard Krajicek    | 2  | -  | 1  | -  | -  | -  | -  | -  | -  | -  | -              | -              | 1              | 1998-1999 (2)  |
| 26 | Àlex Corretja       | 2  | 1  | -  | -  | 1  | -  | -  | -  | -  | -  | -              | -              | -              | 1997-2000 (4)  |
| 26 | Wayne Ferreira      | 2  | -  | -  | -  | -  | -  | 1  | -  | -  | -  | -              | -              | 1              | 1996-2000 (5)  |
| 26 | Lleyton Hewitt      | 2  | 2  | -  | -  | -  | -  | -  | -  | -  | -  | -              | -              | -              | 2002-2003 (2)  |
| 26 | Guillermo Coria     | 2  | -  | -  | 1  | -  | -  | -  | -  | -  | -  | 1              | -              | -              | 2003-2004 (2)  |
| 26 | David Nalbandian    | 2  | -  | -  | -  | -  | 1  | -  | -  | -  | 1  | -              | -              | -              | 2007 (1)       |
| 26 | Jo-Wilfried Tsonga  | 2  | -  | -  | -  | -  | -  | 1  | -  | -  | 1  | -              | -              | -              | 2008-2014 (7)  |
| 26 | Hubert Hurkacz      | 2  | -  | 1  | -  | -  | -  | -  | -  | 1  | -  | -              | -              | -              | 2021-2023 (3)  |
| 26 | Andrej Rublëv       | 2  | -  | -  | 1  | -  | 1  | -  | -  | -  | -  | -              | -              | -              | 2023-2024 (2)  |

### Doppio maschile
Tennisti con due o più titoli dal 1990 (ultimo aggiornamento 18 agosto 2025, Cincinnati).
| #  | Giocatore              | #  | IN | MI | MO | RO | MA | CA | CI | SHA | PA | HA (1990-2008) | ST (1990-1994) | EU (1995-2001) | Anni           |
| -- | ---------------------- | -- | -- | -- | -- | -- | -- | -- | -- | --- | -- | -------------- | -------------- | -------------- | -------------- |
| 1  | Bob Bryan              | 39 | 2  | 6  | 6  | 4  | 5  | 5  | 5  | 1   | 4  | 1              | -              | -              | 2002-2019 (18) |
| 1  | Mike Bryan             | 39 | 2  | 6  | 6  | 4  | 5  | 5  | 5  | 1   | 4  | 1              | -              | -              | 2002-2019 (18) |
| 3  | Daniel Nestor          | 28 | 4  | 1  | 2  | 4  | 5  | 2  | 5  | 1   | 1  | 3              | -              | -              | 1996-2015 (20) |
| 4  | Todd Woodbridge        | 18 | 1  | 4  | 2  | -  | -  | -  | 4  | -   | 1  | 2              | 3              | 1              | 1992-2003 (12) |
| 5  | Mark Knowles           | 17 | 4  | 1  | -  | 2  | 3  | 2  | 3  | -   | -  | 2              | -              | -              | 1993-2009 (17) |
| 6  | Maks Mirny             | 16 | -  | 4  | 2  | 1  | 1  | 1  | 2  | 1   | 2  | 1              | -              | 1              | 2000-2011 (12) |
| 6  | Mahesh Bhupathi        | 16 | -  | 1  | 1  | 2  | 1  | 5  | 2  | -   | 3  | 1              | -              | -              | 1997-2013 (17) |
| 8  | Mark Woodforde         | 15 | 1  | 4  | 1  | -  | -  | -  | 4  | -   | -  | 1              | 3              | 1              | 1992-2000 (9)  |
| 8  | Jonas Björkman         | 15 | 1  | 2  | 3  | -  | -  | 1  | 3  | -   | 2  | 2              | -              | 1              | 1998-2008 (11) |
| 8  | Nenad Zimonjić         | 15 | -  | -  | 5  | 3  | 2  | 2  | 1  | -   | 1  | 1              | -              | -              | 2004-2014 (11) |
| 11 | Leander Paes           | 13 | 1  | 3  | 1  | 1  | -  | 2  | 2  | 2   | 1  | -              | -              | -              | 1997-2012 (16) |
| 12 | Nikola Mektić          | 11 | 2  | 1  | 2  | 2  | 1  | -  | 1  | 1   | 1  | -              | -              | -              | 2018-2025 (8)  |
| 13 | Paul Haarhuis          | 10 | -  | 1  | 2  | 1  | -  | 1  | -  | -   | 3  | 1              | -              | 1              | 1993-1998 (6)  |
| 13 | Marcel Granollers      | 10 | -  | -  | -  | 3  | 2  | 2  | 1  | 1   | 1  | -              | -              | -              | 2012-2025 (14) |
| 15 | Marcelo Melo           | 9  | -  | 1  | -  | -  | 1  | 1  | 1  | 3   | 2  | -              | -              | -              | 2013-2018 (6)  |
| 15 | Horacio Zeballos       | 9  | 1  | -  | -  | 2  | 2  | 2  | 1  | 1   | -  | -              | -              | -              | 2019-2025 (7)  |
| 15 | Mate Pavić             | 9  | 1  | 2  | 1  | 3  |    | -  | 1  | 1   | -  | -              | -              | -              | 2019-2025 (7)  |
| 18 | Jacco Eltingh          | 8  | -  | 1  | 2  | 1  | -  | -  | -  | -   | 3  | -              | -              | 1              | 1993-1998 (6)  |
| 19 | Evgenij Kafel'nikov    | 7  | 2  | -  | 1  | 2  | -  | 1  | -  | -   | -  | 1              | -              | -              | 1994-2003 (10) |
| 19 | Pierre-Hugues Herbert  | 7  | 1  | 1  | 1  | 1  | -  | 1  | 1  | -   | 1  | -              | -              | -              | 2016-2019 (4)  |
| 19 | Nicolas Mahut          | 7  | 1  | 1  | 1  | 1  | -  | 1  | 1  | -   | 1  | -              | -              | -              | 2016-2019 (4)  |
| 22 | Wayne Ferreira         | 6  | 2  | 1  | 1  | 1  | -  | -  | -  | -   | -  | 1              | -              | -              | 1991-2003 (13) |
| 22 | Ivan Dodig             | 6  | -  | -  | 1  | -  | -  | 1  | 2  | 1   | 1  | -              | -              | -              | 2013-2023 (11) |
| 22 | Rohan Bopanna          | 6  | 1  | 1  | 1  | -  | 1  | -  | -  | -   | 2  | -              | -              | -              | 2011-2024 (14) |
| 22 | Wesley Koolhof         | 6  | 1  | -  | -  | -  | 1  | 1  | -  | 1   | 2  | -              | -              | -              | 2022-2024 (3)  |
| 22 | Rajeev Ram             | 6  | 1  | -  | 1  | -  | -  | 1  | 2  | -   | 1  | -              | -              | -              | 2017-2025 (9)  |
| 27 | Patrick Galbraith      | 5  | 1  | -  | -  | -  | -  | 3  | -  | -   | 1  | -              | -              | -              | 1991-1996 (6)  |
| 27 | Byron Black            | 5  | -  | -  | -  | 1  | -  | 1  | 1  | -   | 1  | -              | -              | 1              | 1993-1999 (7)  |
| 27 | Alex O'Brien           | 5  | 1  | -  | -  | -  | -  | -  | 1  | -   | 1  | -              | -              | 2              | 1994-2000 (7)  |
| 27 | Wayne Black            | 5  | 1  | 2  | -  | -  | -  | 1  | -  | -   | -  | 1              | -              | -              | 1999-2005 (7)  |
| 27 | Kevin Ullyett          | 5  | -  | 1  | -  | -  | -  | 1  | -  | -   | 1  | 2              | -              | -              | 2004-2008 (5)  |
| 27 | John Isner             | 5  | 2  | 1  | -  | 1  | -  | -  | -  | 1   | -  | -              | -              | -              | 2011-2022 (12) |
| 27 | Marcelo Arévalo        | 5  | 1  | 1  | -  | 1  | -  | 1  | 1  | -   | -  | -              | -              | -              | 2023-2025 (3)  |
| 34 | Sébastien Lareau       | 4  | -  | -  | -  | -  | -  | 1  | -  | -   | 1  | -              | -              | 2              | 1996-2000 (5)  |
| 34 | David Rikl             | 4  | -  | 1  | -  | 1  | -  | 1  | -  | -   | -  | -              | -              | 1              | 1994-2001 (8)  |
| 34 | Sandon Stolle          | 4  | 1  | 1  | -  | -  | -  | -  | 1  | -   | -  | -              | -              | 1              | 1994-2001 (8)  |
| 34 | Rick Leach             | 4  | -  | 2  | -  | 1  | -  | -  | -  | -   | 1  | -              | -              | -              | 1990-2001 (12) |
| 34 | Ellis Ferreira         | 4  | -  | 1  | 1  | 1  | -  | -  | -  | -   | 1  | -              | -              | -              | 1996-2001 (6)  |
| 34 | Martin Damm            | 4  | 1  | -  | -  | 2  | -  | 1  | -  | -   | -  | -              | -              | -              | 1998-2007 (10) |
| 34 | Łukasz Kubot           | 4  | -  | 1  | -  | -  | 1  | -  | -  | 1   | 1  | -              | -              | -              | 2017-2018 (2)  |
| 34 | Bruno Soares           | 4  | -  | -  | -  | -  | -  | 2  | 1  | 1   | -  | -              | -              | -              | 2013-2019 (7)  |
| 34 | John Peers             | 4  | 1  | -  | -  | -  | -  | 1  | -  | 1   | 1  | -              | -              | -              | 2016-2021 (6)  |
| 34 | Jack Sock              | 4  | 3  | -  | -  | -  | -  | -  | -  | 1   | -  | -              | -              | -              | 2015-2022 (8)  |
| 34 | Jean-Julien Rojer      | 4  | -  | 1  | -  | -  | 2  | 3  | -  | -   | -  | -              | -              | -              | 2013-2023 (11) |
| 45 | Sergio Casal           | 3  | -  | -  | -  | 1  | -  | -  | -  | -   | -  | 2              | -              | -              | 1990-1992 (3)  |
| 45 | Emilio Sánchez         | 3  | -  | -  | -  | 1  | -  | -  | -  | -   | -  | 2              | -              | -              | 1990-1992 (3)  |
| 45 | Guy Forget             | 3  | 2  | -  | -  | -  | -  | -  | -  | -   | -  | -              | 1              | -              | 1990-1993 (4)  |
| 45 | Jim Courier            | 3  | 1  | -  | -  | -  | -  | 1  | -  | -   | -  | 1              | -              | -              | 1990-1993 (4)  |
| 45 | Petr Korda             | 3  | -  | -  | 2  | -  | -  | -  | 1  | -   | -  | -              | -              | -              | 1990-1993 (4)  |
| 45 | Grant Connell          | 3  | 1  | -  | -  | 1  | -  | -  | -  | -   | 1  | -              | -              | -              | 1994-1996 (3)  |
| 45 | Jiří Novák             | 3  | -  | 1  | -  | -  | -  | 1  | -  | -   | -  | -              | -              | 1              | 2000-2001 (2)  |
| 45 | Wayne Arthurs          | 3  | -  | -  | -  | 1  | -  | -  | -  | -   | 1  | 1              | -              | -              | 1999-2003 (5)  |
| 45 | Paul Hanley            | 3  | -  | -  | -  | 1  | -  | -  | -  | -   | 1  | 1              | -              | -              | 2003-2006 (4)  |
| 45 | Fabrice Santoro        | 3  | -  | -  | -  | 2  | -  | -  | -  | -   | 1  | -              | -              | -              | 2002-2007 (6)  |
| 45 | Andy Ram               | 3  | 1  | 1  | -  | -  | -  | -  | 1  | -   | -  | -              | -              | -              | 2007-2009 (3)  |
| 45 | Michaël Llodra         | 3  | -  | -  | -  | 1  | -  | 1  | -  | -   | 1  | -              | -              | -              | 2005-2011 (7)  |
| 45 | Rafael Nadal           | 3  | 2  | -  | 1  | -  | -  | -  | -  | -   | -  | -              | -              | -              | 2008-2012 (5)  |
| 45 | Marc López             | 3  | 2  | -  | -  | 1  | -  | -  | -  | -   | -  | -              | -              | -              | 2010-2012 (3)  |
| 45 | Alexander Peya         | 3  | -  | -  | -  | -  | 1  | 2  | -  | -   | -  | -              | -              | -              | 2013-2018 (6)  |
| 45 | Henri Kontinen         | 3  | -  | -  | -  | -  | -  | 1  | -  | -   | 1  | -              | -              | -              | 2016-2018 (3)  |
| 45 | Horia Tecău            | 3  | -  | -  | -  | -  | 2  | -  | 1  | -   | -  | -              | -              | -              | 2012-2019 (8)  |
| 45 | Joe Salisbury          | 3  | -  | -  | 1  | -  | -  | 1  | 1  | -   | -  | -              | -              | -              | 2021-2022 (2)  |
| 45 | Neal Skupski           | 3  | -  | -  | -  | -  | 1  | 1  | -  | -   | 1  | -              | -              | -              | 2022 (1)       |
| 45 | Édouard Roger-Vasselin | 3  | -  | 1  | -  | -  | -  | -  | 1  | -   | 1  | -              | -              | -              | 2015-2023 (9)  |
| 65 | John Fitzgerald        | 2  | -  | -  | -  | -  | -  | -  | -  | -   | 1  | -              | 1              | -              | 1991 (1)       |
| 65 | Anders Järryd          | 2  | -  | -  | -  | -  | -  | -  | -  | -   | 1  | -              | 1              | -              | 1991 (1)       |
| 65 | Ken Flach              | 2  | -  | 1  | -  | -  | -  | -  | 1  | -   | -  | -              | -              | -              | 1991-1992 (2)  |
| 65 | Todd Witsken           | 2  | -  | 1  | -  | -  | -  | 1  | -  | -   | -  | -              | -              | -              | 1991-1992 (2)  |
| 65 | Boris Becker           | 2  | 1  | -  | 1  | -  | -  | -  | -  | -   | -  | -              | -              | -              | 1990-1992 (3)  |
| 65 | Jakob Hlasek           | 2  | -  | -  | 1  | -  | -  | -  | -  | -   | -  | -              | 1              | -              | 1990-1992 (3)  |
| 65 | Piet Norval            | 2  | -  | 1  | -  | -  | -  | -  | -  | -   | -  | 1              | -              | -              | 1991-1994 (4)  |
| 65 | Jonathan Stark         | 2  | -  | -  | -  | -  | -  | 1  | -  | -   | 1  | -              | -              | -              | 1993-1994 (2)  |
| 65 | Jan Siemerink          | 2  | -  | 1  | -  | 1  | -  | -  | -  | -   | -  | -              | -              | -              | 1993-1996 (4)  |
| 65 | Javier Sánchez         | 2  | 1  | -  | -  | -  | -  | -  | -  | -   | -  | 1              | -              | -              | 1990-1997 (8)  |
| 65 | Donald Johnson         | 2  | -  | -  | 1  | -  | -  | -  | -  | -   | -  | 1              | -              | -              | 1997-1998 (2)  |
| 65 | Francisco Montana      | 2  | -  | -  | 1  | -  | -  | -  | -  | -   | -  | 1              | -              | -              | 1997-1998 (2)  |
| 65 | Patrick Rafter         | 2  | 1  | -  | -  | -  | -  | 1  | -  | -   | -  | -              | -              | -              | 1998-1999 (2)  |
| 65 | Nicklas Kulti          | 2  | -  | -  | 1  | -  | -  | -  | -  | -   | 1  | -              | -              | -              | 1994-2000 (7)  |
| 65 | Cyril Suk              | 2  | -  | -  | -  | 2  | -  | -  | -  | -   | -  | -              | -              | -              | 1995-2002 (8)  |
| 65 | Tim Henman             | 2  | -  | -  | 2  | -  | -  | -  | -  | -   | -  | -              | -              | -              | 1999-2004 (6)  |
| 65 | Arnaud Clément         | 2  | 1  | -  | -  | -  | -  | -  | -  | -   | 1  | -              | -              | -              | 2004-2006 (3)  |
| 65 | Jonathan Erlich        | 2  | 1  | -  | -  | -  | -  | -  | 1  | -   | -  | -              | -              | -              | 2007-2008 (2)  |
| 65 | Mariusz Fyrstenberg    | 2  | -  | -  | -  | -  | 2  | -  | -  | -   | -  | -              | -              | -              | 2008-2012 (5)  |
| 65 | Marcin Matkowski       | 2  | -  | -  | -  | -  | 2  | -  | -  | -   | -  | -              | -              | -              | 2008-2012 (5)  |
| 65 | Radek Štěpánek         | 2  | -  | 1  | -  | -  | -  | -  | -  | 1   | -  | -              | -              | -              | 2012 (1)       |
| 65 | Aisam-ul-Haq Qureshi   | 2  | -  | 1  | -  | -  | -  | -  | -  | -   | 1  | -              | -              | -              | 2011-2013 (3)  |
| 65 | Julien Benneteau       | 2  | -  | -  | 1  | -  | -  | -  | -  | 1   | -  | -              | -              | -              | 2009-2013 (5)  |
| 65 | Raven Klaasen          | 2  | 1  | -  | -  | -  | -  | -  | -  | 1   | -  | -              | -              | -              | 2015-2017 (3)  |
| 65 | Pablo Cuevas           | 2  | -  | -  | 1  | 1  | -  | -  | -  | -   | -  | -              | -              | -              | 2015-2017 (3)  |
| 65 | Juan Sebastián Cabal   | 2  | -  | -  | -  | 2  | -  | -  | -  | -   | -  | -              | -              | -              | 2018-2019 (2)  |
| 65 | Robert Farah           | 2  | -  | -  | -  | 2  | -  | -  | -  | -   | -  | -              | -              | -              | 2018-2019 (2)  |
| 65 | Filip Polášek          | 2  | 1  | -  | -  | -  | -  | -  | 1  | -   | -  | -              | -              | -              | 2018-2021 (5)  |
| 65 | Hubert Hurkacz         | 2  | -  | 1  | -  | -  | -  | -  | -  | -   | 1  | -              | -              | -              | 2020-2022 (3)  |
| 65 | Santiago González      | 2  | 1  | -  | -  | -  | -  | -  | -  | -   | 1  | -              | -              | -              | 2023 (1)       |
| 65 | Matthew Ebden          | 2  | 1  | 1  | -  | -  | -  | -  | -  | -   | -  | -              | -              | -              | 2023-2024 (2)  |

In grassetto i giocatori in attività, i numeri evidenziati in grassetto indicano il record di vittorie in un determinato torneo.
Legenda
IN = Indian Wells, MI = Miami, MO = Monte Carlo, RO = Roma, MA = Madrid, CA = Canada, CI = Cincinnati, SHA = Shanghai, PA = Parigi, ST = Stoccolma, SC = Stoccarda, HA = Amburgo.

## Statistiche come Master 1000

### Singolare
36 tennisti diversi hanno vinto almeno un titolo ATP Master 1000 in singolare dalla riforma del 2009 (ultimo aggiornamento 18 agosto 2025, Cincinnati).
In grassetto i giocatori ancora in attività.
|     | Titoli             | #  |
| --- | ------------------ | -- |
| 1.  | Novak Đoković      | 36 |
| 2.  | Rafael Nadal       | 30 |
| 3.  | Roger Federer      | 21 |
| 4.  | Andy Murray        | 12 |
| 5.  | Carlos Alcaraz     | 8  |
| 6.  | Alexander Zverev   | 7  |
| 7.  | Daniil Medvedev    | 6  |
| 8.  | Jannik Sinner      | 4  |
| 9.  | Stefanos Tsitsipas | 3  |
| 10. | Hubert Hurkacz     | 2  |
| 10. | Andrej Rublëv      | 2  |

### Doppio
83 tennisti diversi hanno vinto almeno un titolo ATP Master 1000 in doppio dalla riforma del 2009 (ultimo aggiornamento 18 agosto 2025, Cincinnati).
In grassetto i giocatori ancora in attività.
|     | Titoli                | #  |
| --- | --------------------- | -- |
| 1.  | Bob Bryan             | 25 |
| 1.  | Mike Bryan            | 25 |
| 3.  | Nikola Mektić         | 11 |
| 4.  | Nenad Zimonjić        | 10 |
| 4.  | Daniel Nestor         | 10 |
| 4.  | Marcel Granollers     | 10 |
| 7.  | Marcelo Melo          | 9  |
| 7.  | Horacio Zeballos      | 9  |
| 7.  | Mate Pavić            | 9  |
| 10. | Pierre-Hugues Herbert | 7  |
| 10. | Nicolas Mahut         | 7  |
| 12. | Leander Paes          | 6  |
| 12. | Ivan Dodig            | 6  |
| 12. | Rohan Bopanna         | 6  |
| 12. | Wesley Koolhof        | 6  |
| 12. | Rajeev Ram            | 6  |
| 17. | Mahesh Bhupathi       | 5  |
| 17. | John Isner            | 5  |
| 17. | Marcelo Arévalo       | 5  |